# قائمة المسارح في أوكرانيا
تشمل هذه القائمة مسارح أوكرانيا اعتبارًا من ربيع 2010 وفقًا للتقسيم الإداري الحالي للدولة. تشمل هذه القائمة، على الرغم من عدم اكتمالها، كلاً من مسارح الدولة (ربما جميعها) والمسارح الشعبية، فضلاً عن المسارح الخاصة.

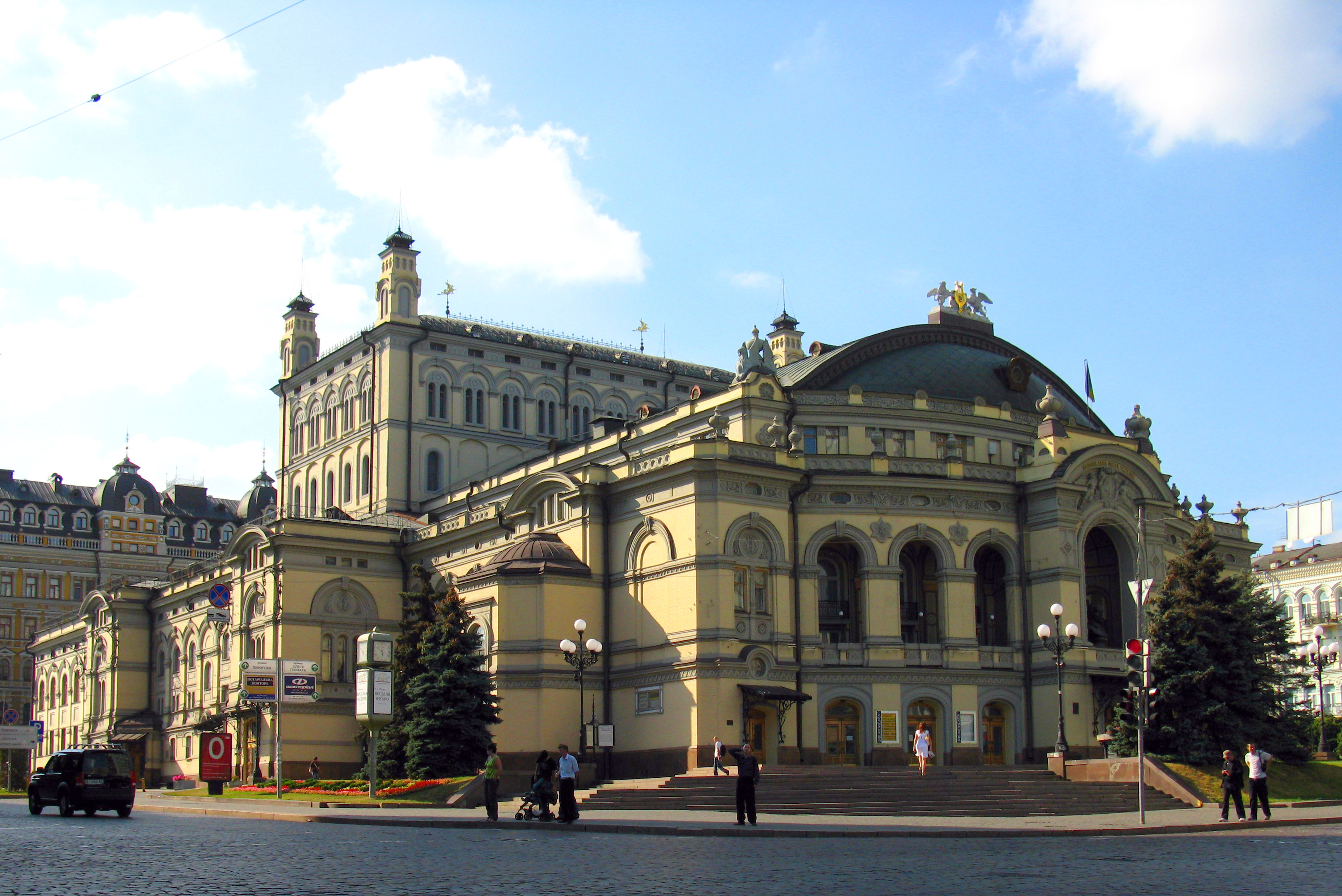
دار الأوبرا الوطنية لأوكرانيا

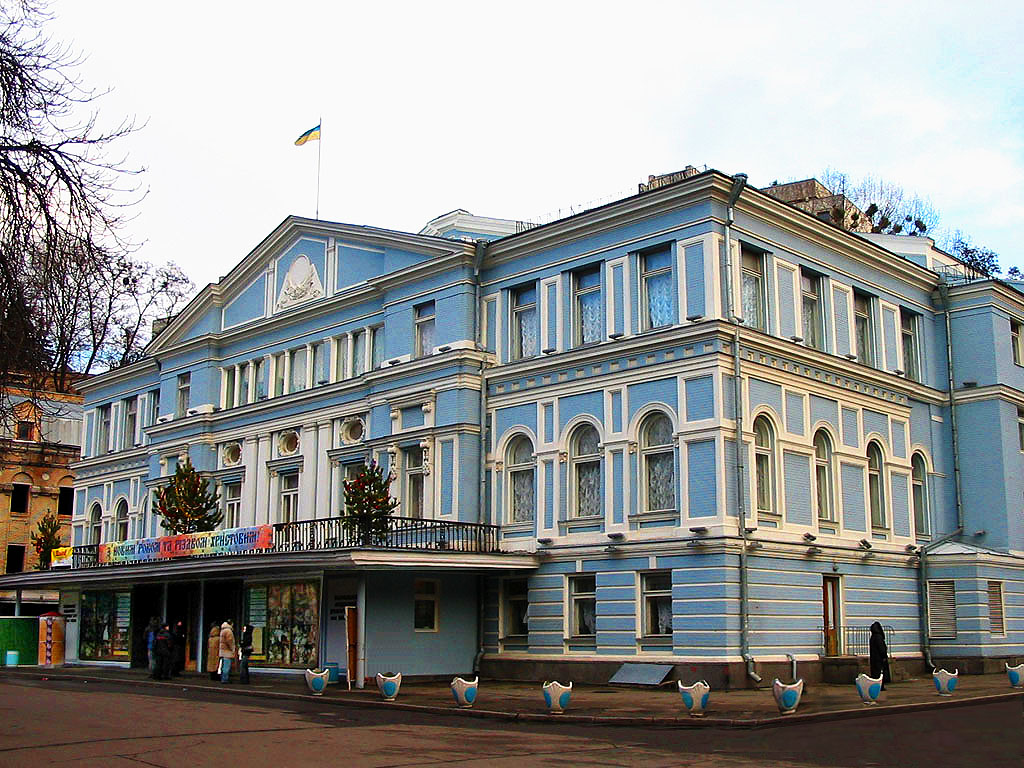
مسرح إيفان فرانكو الأكاديمي الوطني للدراما

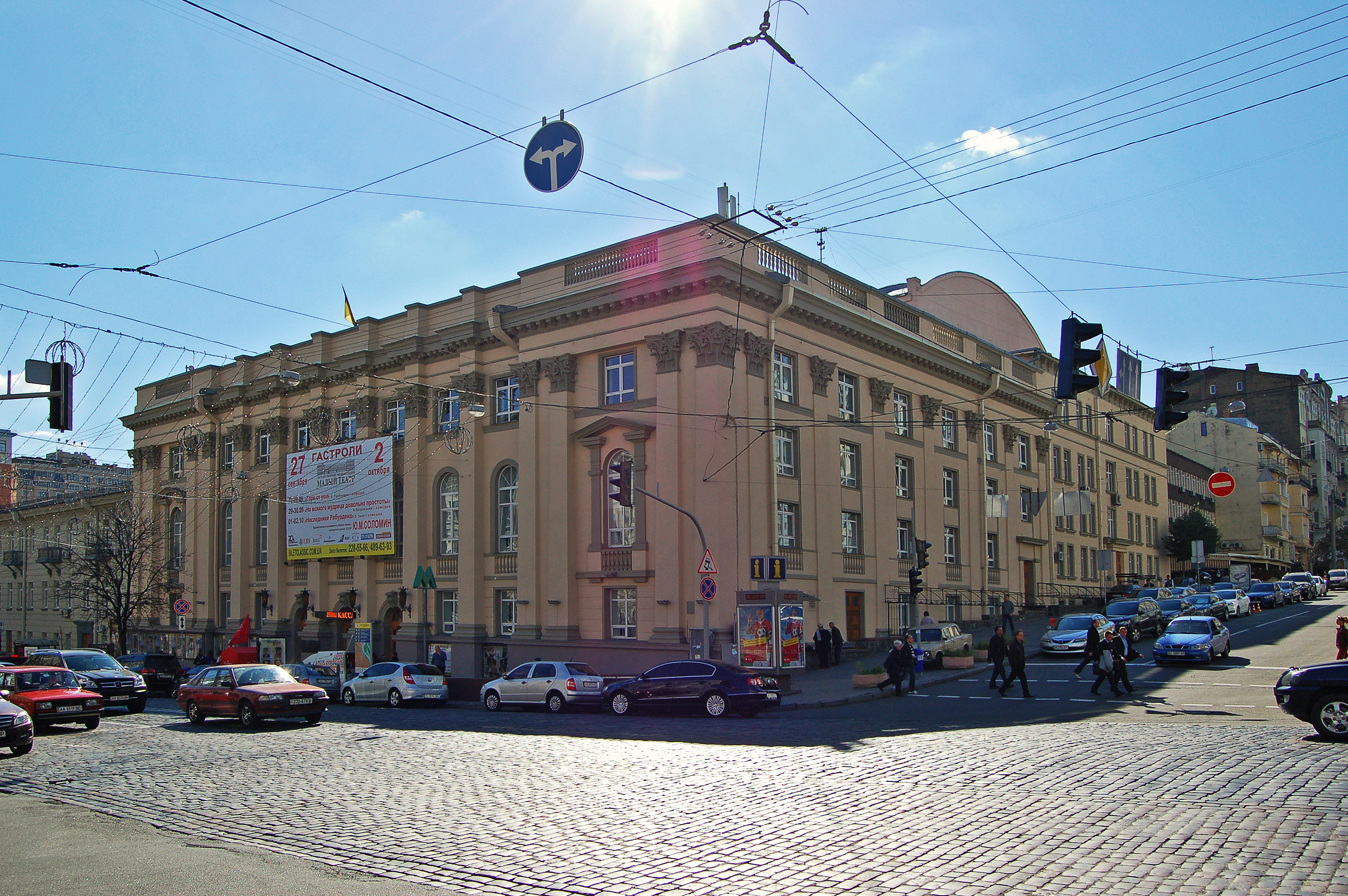
مسرح ليسيا أوكراينكا الأكاديمي الوطني للدراما الروسية

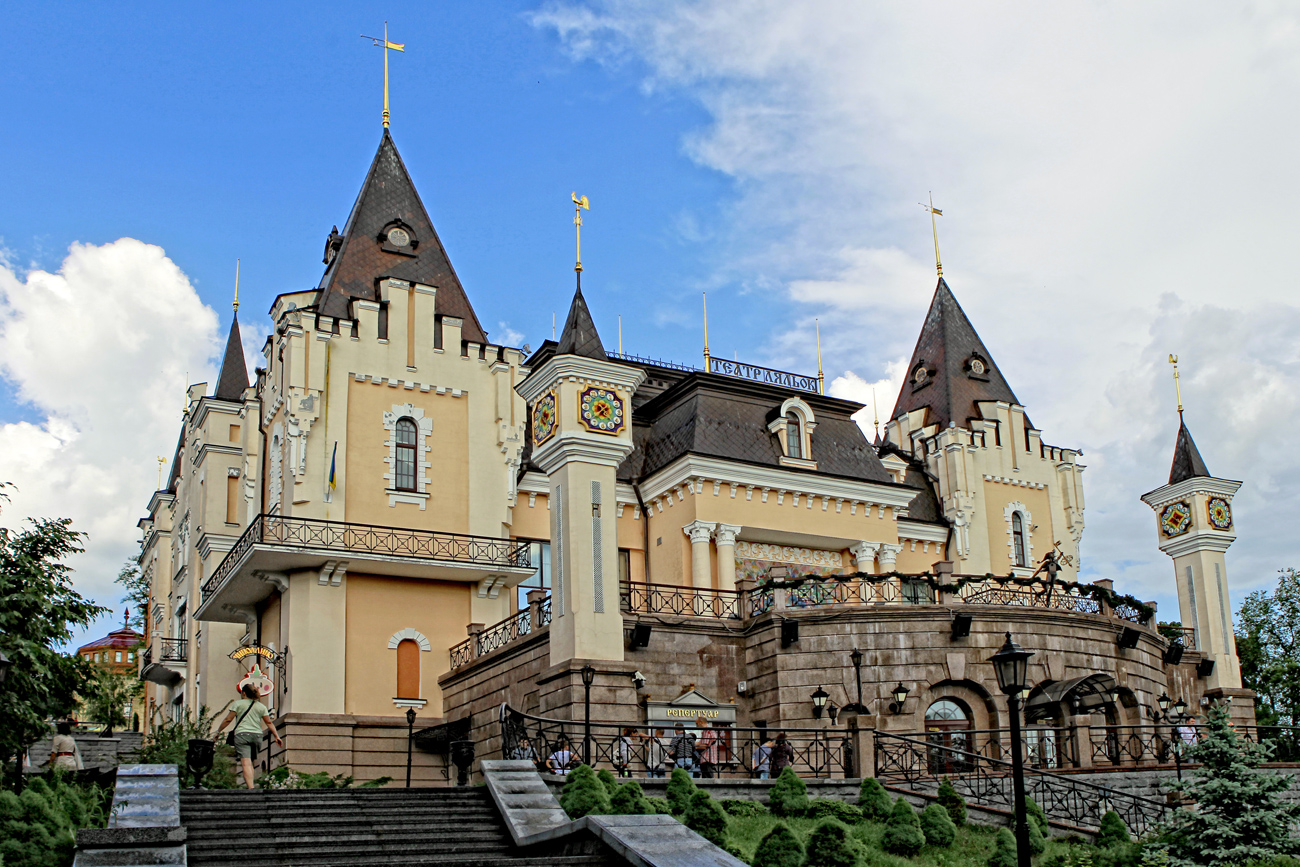
مسرح كييف الأكاديمي للعرائس

## المسارح

### كييف
المملوكة للدولة
- دار الأوبرا الوطنية لأوكرانيا[2][3][4]
- مسرح إيفان فرانكو الأكاديمي الوطني للدراما[5][6]
- مسرح ليسيا أوكراينكا الأكاديمي الوطني للدراما الروسية[7]
- مسرح كييف الأكاديمي الوطني للأوبريت[8][9][10]

المملوكة للبلدية
- مسرح أكاديمية كييف للأوبرا والباليه للأطفال والشباب[11]

المحلية
- مسرح مولودي لأكاديمية كييف الوطنية[12][13]
- مسرح كييف الأكاديمي للعرائس[14][15][16]
- مسرح كييف الأكاديمي المحلي للعرائس
- مسرح كييف الأكاديمي للمشاهدين الصغار في شارع ليبسكايا[17]
- مسرح كييف الأكاديمي للدراما في بوديل[18]
- مسرح كييف الأكاديمي للدراما والكوميديا على الضفة اليسرى لنهر الدنيبر[19][20][21][22][23]
- مسرح الممثل[24]
- مسرح كييف للعرائس
- ورشة مسرح كييف الأكاديمي «الكوكبة»
- مسرح كييف الأكاديمي «كوليسو»[25]
- مسرح كييف الغجري «رومانس»
- مسرح كييف الأكاديمي للفولكلور الأوكراني[26]
- مسرح الدراما الأوكراني الصغير[27]
- المسرح الجديد في بيشيرسك[28]
- مسرح كييف الأكاديمي «البوابة الذهبية»[29]

خارج نطاق إدارة وزارة الثقافة الأوكرانية
- مسرح بوست بلاي[30]
- مسرح كييف الدرامي «برافو»[31]
- مسرح داخ - مركز الفنون المعاصرة[32]
- المسرح التقليدي الأوكراني «جركالو»[33]
- مسرح «ديفني زاموك»[34]
- المسرح الجامح[35]
- ورشة مسرح ميكولا روشكوفسكي[36]
- مسرح الشباب المتفاعل الحديث «ميست»[37]
- مسرح «التحول» لفولوديمير زافالنيوك
- مركز الفنون «المسرح الأوكراني الجديد» في شارع ميخائيلوفسكايا
- مسرح الألفية بكييف[38]
- ستوديو - مسرح بلاك سكوير الارتجالي[39]

## سيفاستوبول

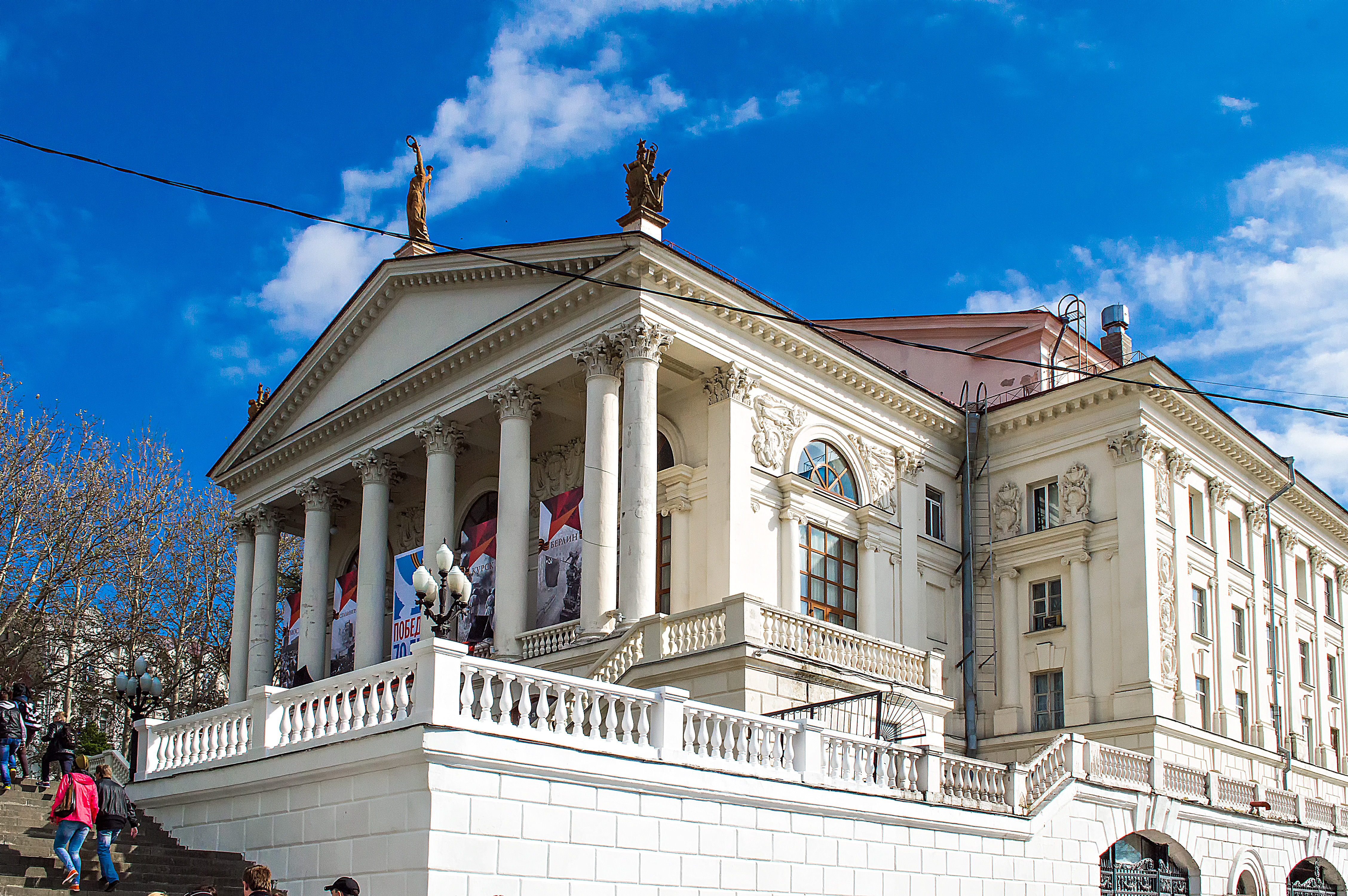
مسرح لوناشارسكي سيفاستبول

- مسرح الدراما الروسي الأكاديمي بسيفاستوبول الذي يحمل اسم أناتولي لوناشارسكي تيمناً به.[40][41]
- مسرح الأطفال والشباب «على البحر العظيم»
- مسرح الدراما الروسي لأسطول البحر الأسود الذي يحمل اسم في.إيه. لافرينوف تيمناً به
- مسرح سيفاستوبول للرقص تحت إشراف في.إيه. إليزاروف

## جمهورية القرم ذاتية الحكم

### سيمفروبول

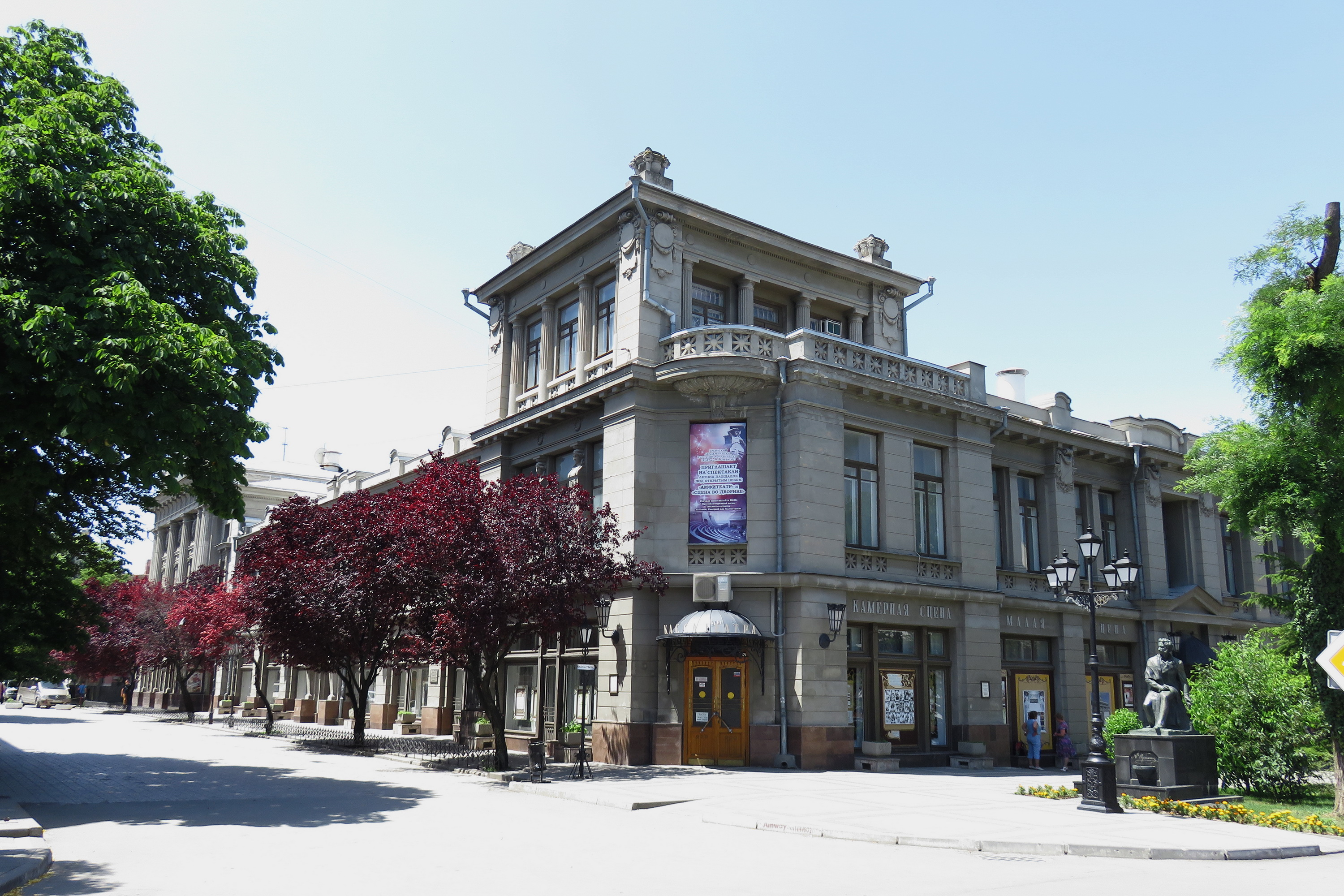
مسرح القرم الدرامي الروسي (مكسيم جوركي)

- مسرح القرم الدرامي الروسي الأكاديمي الذي يحمل اسم مكسيم غوركي تيمناً به[42][43]
- أكاديمية تتار القرم للموسيقى والمسرح الدرامي
- المسرح الموسيقي الأوكراني الأكاديمي القرم
- مسرح القرم الأكاديمي للعرائس[44]
- مسرح سيمفيروبول للباليه المتنوع «فينيكس»

### إيفباتوريا
- مسرح إيفباتوريا بوشكين[45]

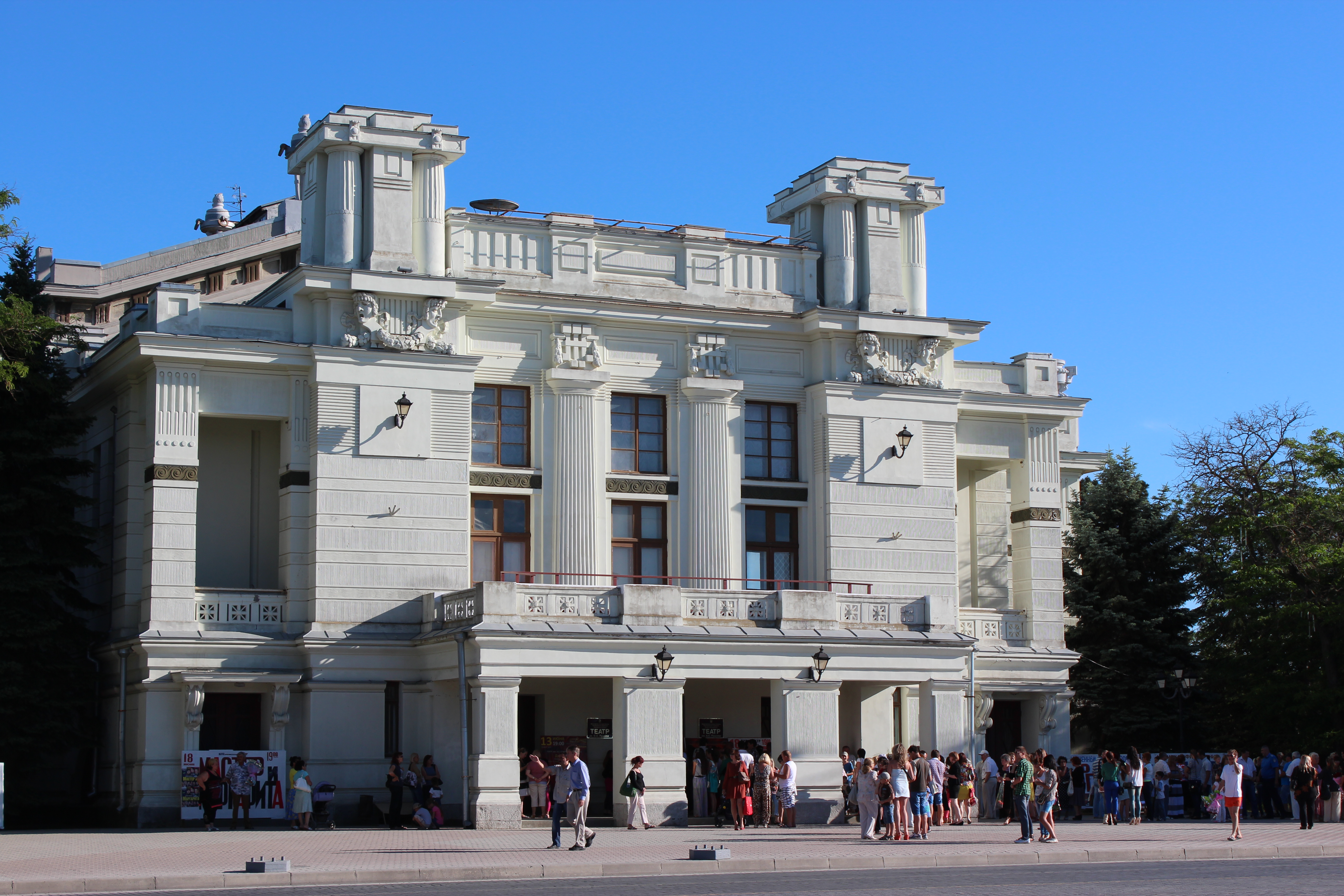
مسرح بوشكين، إيفباتوريا

- مجمع مسرح الأطفال «المفتاح الذهبي»
- مسرح الدمى - استوديو «ماريونتكي»
- مسرح المنمنمات الكوريغرافيا
- المسرح التفاعلي بين الجنسين
- مسرح النار «ولفرام»
- مسرح النحت الحي
- مسرح ستيلتس
- مسرح الرقص لشعوب العالم

### كرج

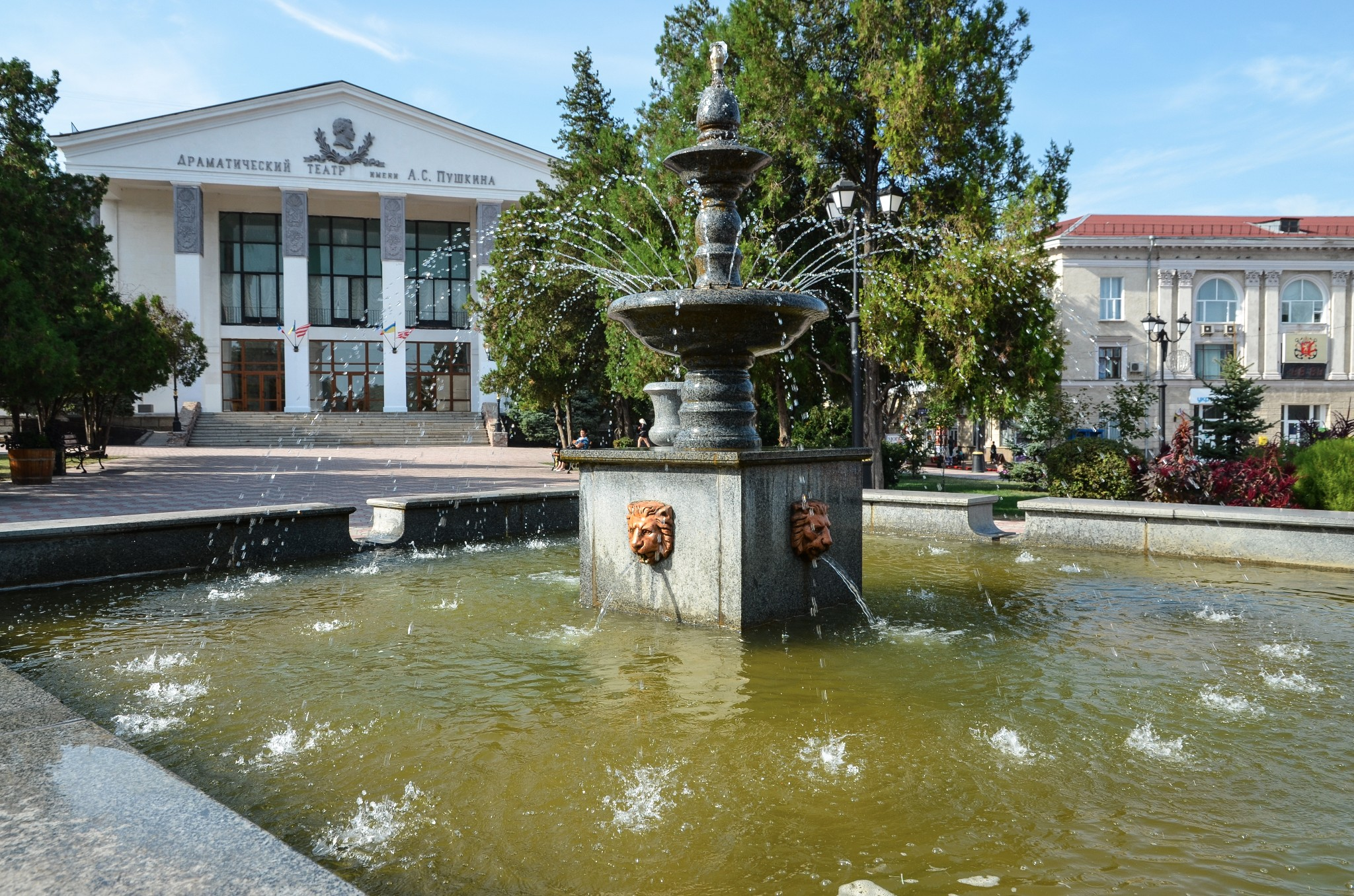
مسرح كرج الدرامي

- مسرح كرج للدراما الذي يحمل اسم بوشكين تيمناً به[46]

### فيودوسيا
- مسرح فيودوسيا للدراما[47]

### يالطا
- مسرح يالطا الذي يحمل اسم أنطون تشيخوف تيمناً به[48]

## فينيتسا أوبلاست

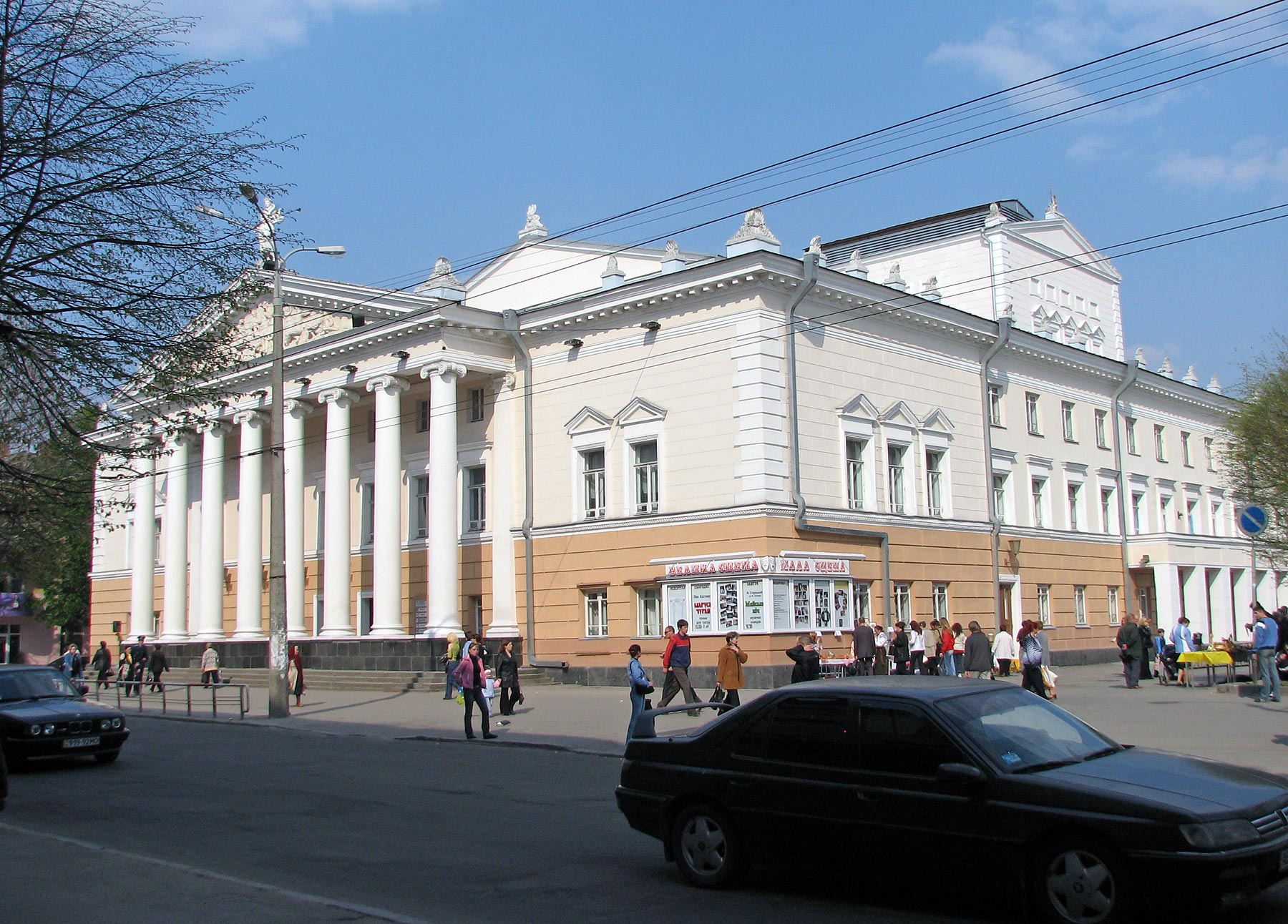
مسرح فينيتسا الإقليمي الأكاديمي الأوكراني

### فينيتسا
- مسرح فينيتسا الإقليمي الأكاديمي الأوكراني للموسيقى والدراما الذي يحمل اسم ميكولا سادوفسكي[49]
- مسرح فينيتسا الأكاديمي الإقليمي للعرائس «المفتاح الذهبي»

## فولين أوبلاست

### لوتسك
- مسرح فولين الأكاديمي الإقليمي للموسيقى والدراما الذي يحمل اسم تاراس شيفتشينكو
- مسرح فولين الأكاديمي الإقليمي للعرائس

## دنيبروبتروفسك أوبلاست

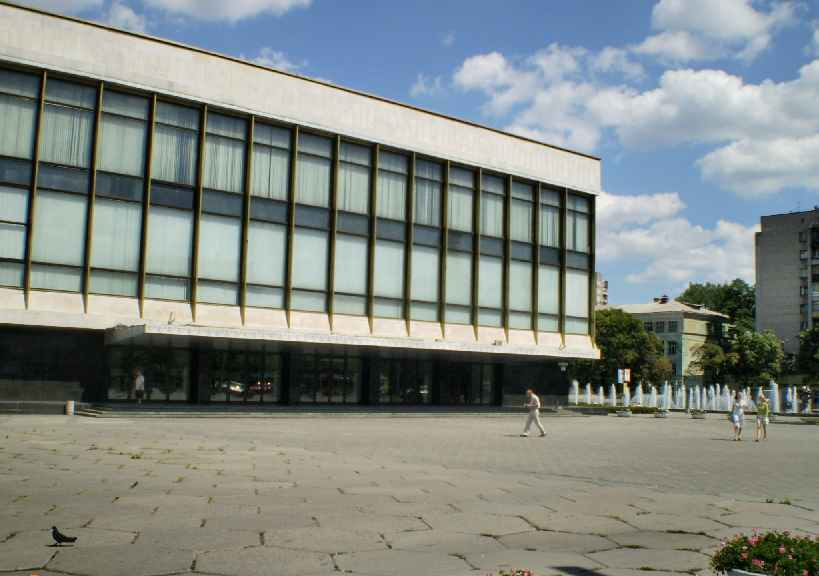
مسرح أكاديمية دنيبروبتروفسك للأوبرا والباليه

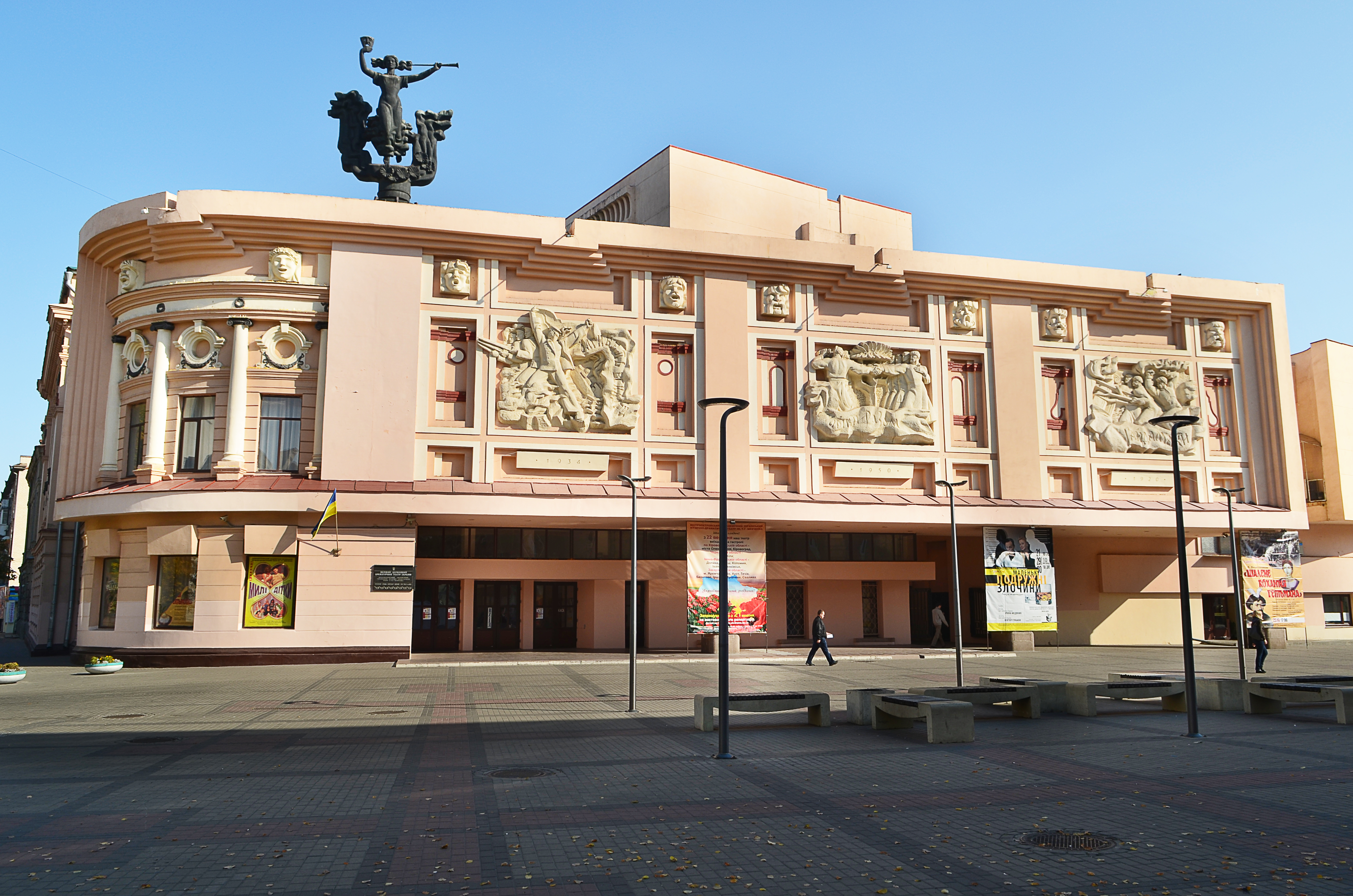
مسرح دنيبرو شيفتشينكو للموسيقى والدراما

### دنيبرو
- مسرح أكاديمية دنيبروبتروفسك للأوبرا والباليه
- مسرح دنيبرو الأكاديمي الأوكراني للموسيقى والدراما الذي يحمل اسم تاراس شيفتشينكو
- دنيبرو أكاديمي دراما ومسرح كوميدي
- مسرح كريك
- مسرح مدينة دنيبروبتروفسك للعرائس
- مسرح دنيبروبتروفسك للشباب الإقليمي
- استوديو مسرح مدينة دنيبروبتروفسك للشباب «فيريمو!»
- تليتياتر مدينة دنيبروبتروفسك
- مسرح مدينة دنيبروبتروفسك «كيه في إن دي جي يو»

### كاميانسك
- مسرح لسيا أوكرانيكا الأكاديمي للموسيقى والدراما في كاميانسك

### كريفي ريه

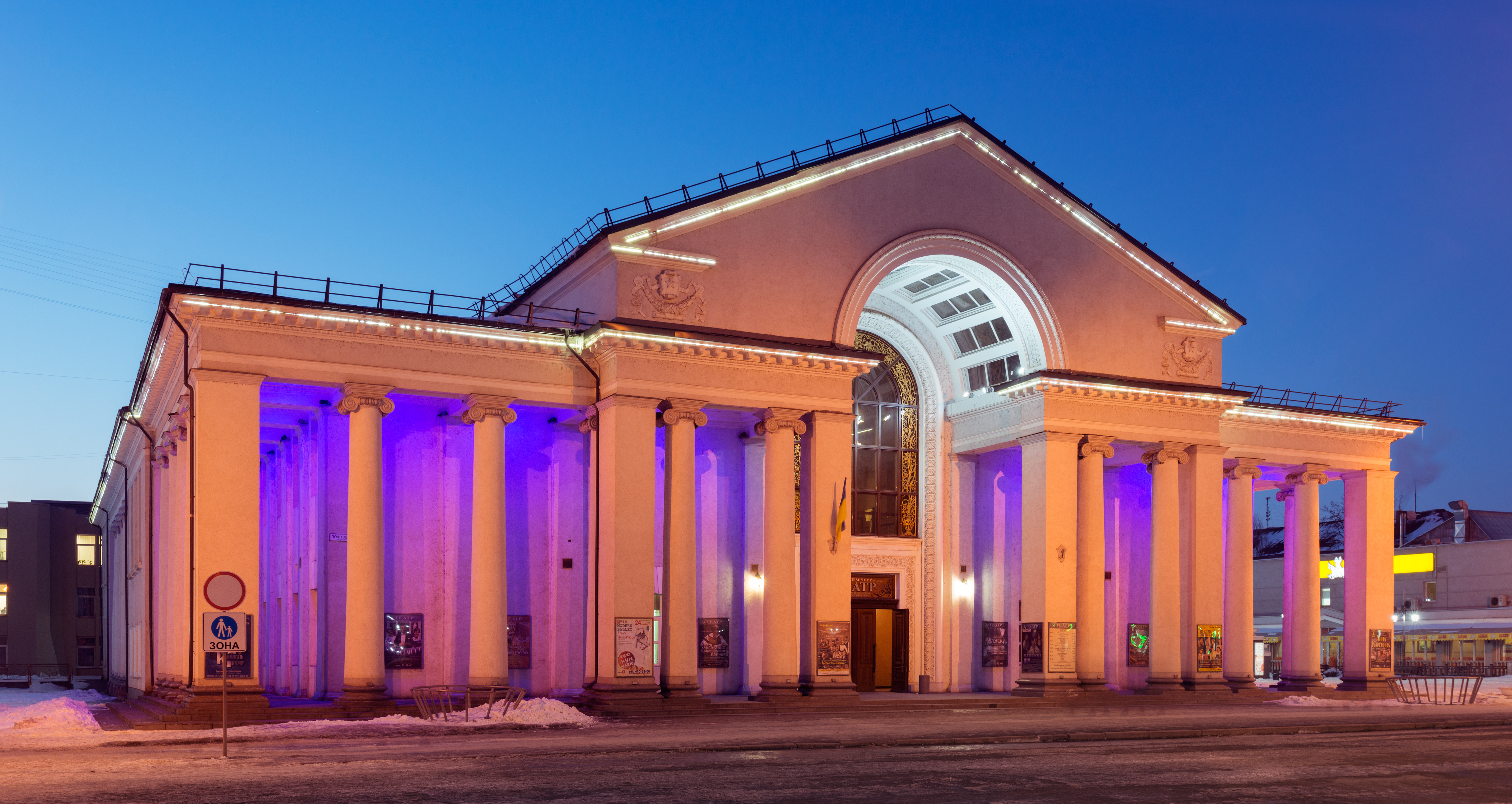
مسرح كريفي ريه شيفتشينكو الدرامي الكوميدي الموسيقي

- مسرح كريفي ريه الدرامي الكوميدي الموسيقي الذي يحمل اسم تاراس شيفتشينكو[50]
- مسرح مدينة كريفي ريه للعرائس
- مسرح كريفي ريه للموسيقى والفنون التشكيلية «أكاديمية الحركة»
- مسرح «إيه في إي»

### بافلوجراد
- مسرح بافلوجراد للدراما الذي يحمل اسم بي. إيه. زاخافا

### نيكوبول
- مسرح نيكوبول للموسيقى الشعبية الأوكرانية الدراما

## دونيتسك أوبلاست

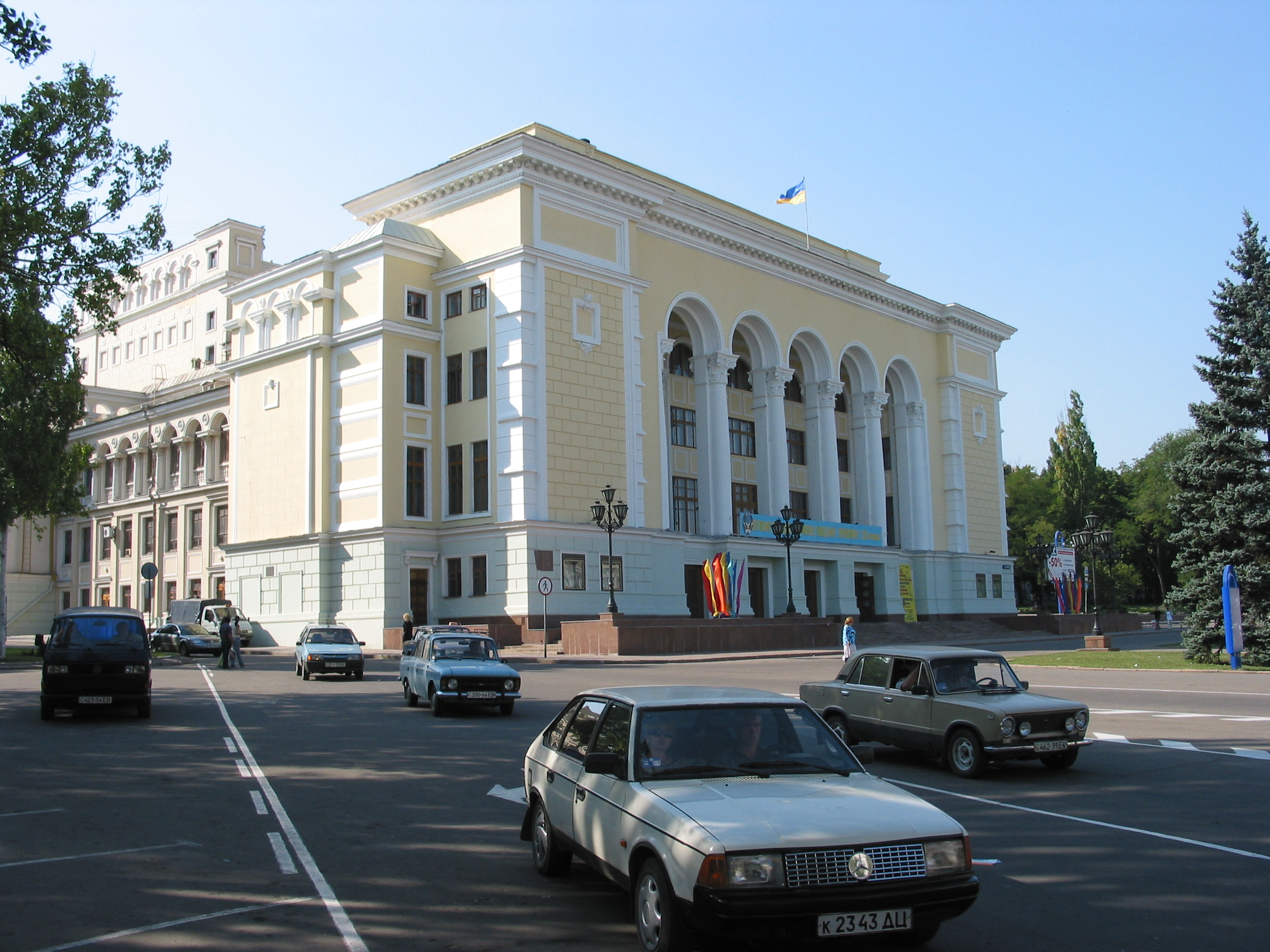
أوبرا وباليه أكاديمية دونيتسك الحكومية التي تحمل اسم أناتولي سولوفيانينكو

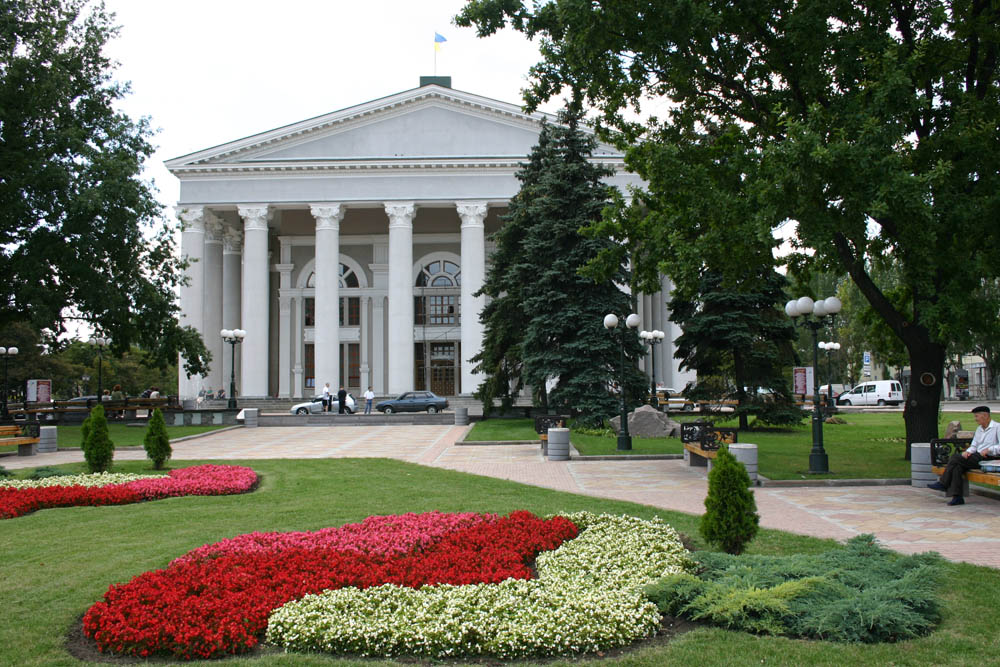
مسرح دونيتسك الأكاديمي الوطني الأوكراني للموسيقى والدراما

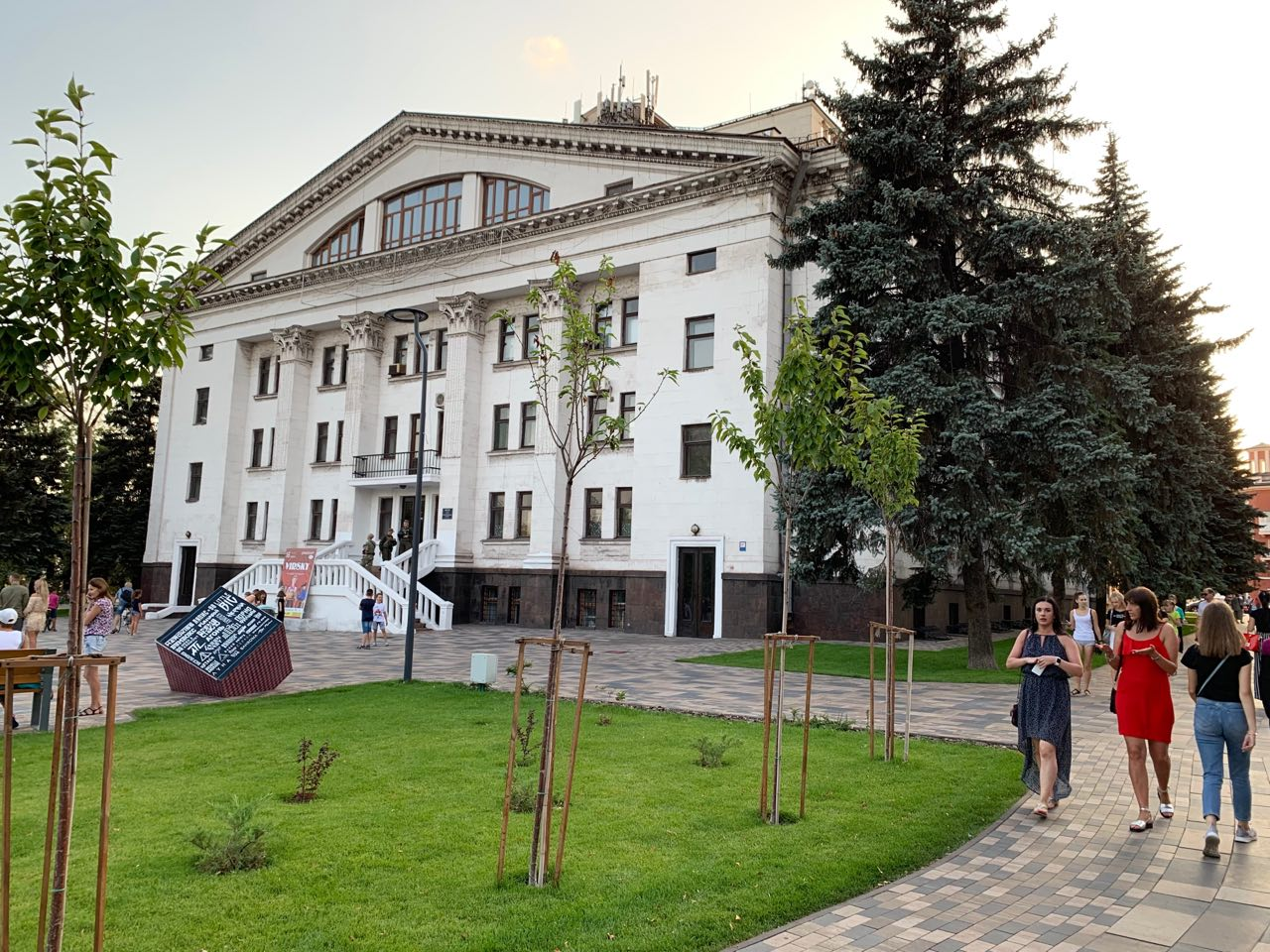
مسرح دونيتسك الأكاديمي الإقليمي للعرائس في ماريوبول

### دونيتسك
- أوبرا وباليه أكاديمية دونيتسك الحكومية التي تحمل اسم أناتولي سولوفيانينكو[51]
- مسرح دونيتسك الأكاديمي الوطني الأوكراني للموسيقى والدراما
- مسرح دونيتسك الأكاديمي الإقليمي للعرائس

### ماريوبول
- مسرح دونيتسك الإقليمي للدراما[52]

### هورليفكا
- مسرح هورليفكا الأوكراني الحكومي الدرامي
- مسرح مدينة هورليفكا للعرائس

### ماكيفكا
- مسرح دونيتسك الإقليمي الروسي للمشاهدين الشباب

## زيتومير أوبلاست

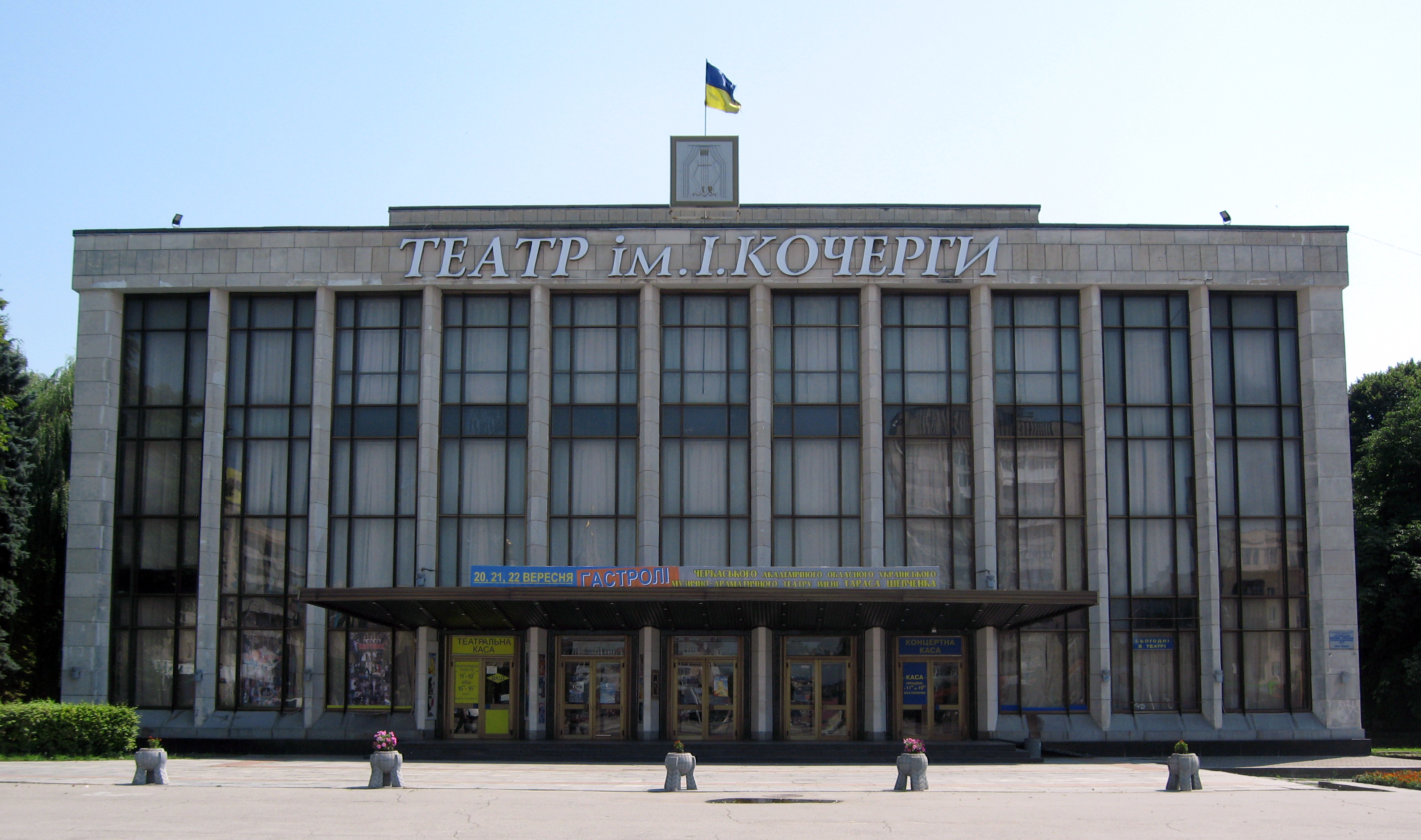
مسرح جيتومير (إيفان كوتشيرجا)

### جيتومير
- مسرح جيتومير المسمى الذي يحمل اسم إيفان كوتشيرجا
- مسرح جيتومير الإقليمي الأكاديمي للعرائس

### نوفوجراد فولينسكي
- مسرح نوفوغراد فولينسكي الشعبي للهواة
- مسرح شباب نوفوغراد فولينسكي الشعبي

## زاكارباتيا أوبلاست

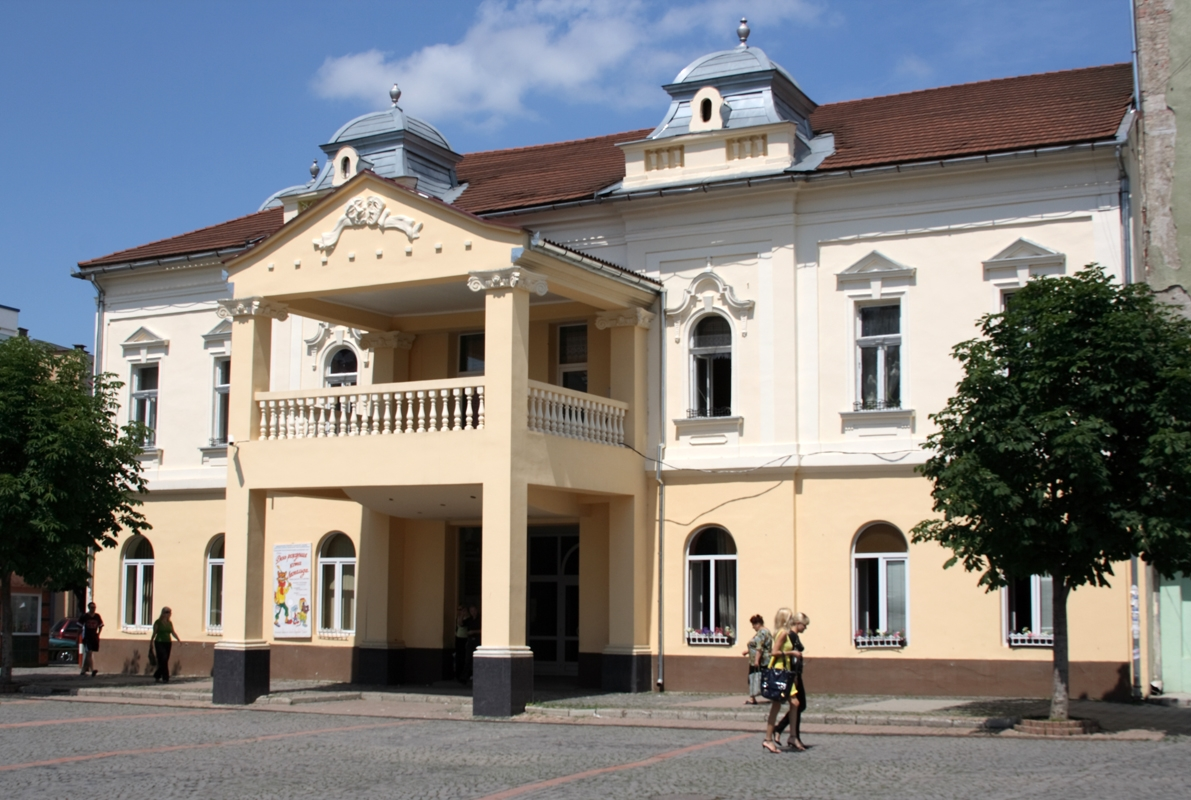
مسرح موكاجيفكا

### أوجهورود
- مسرح زاكارباتسكي الأكاديمي الإقليمي الأوكراني للموسيقى والدراما
- مسرح ترانسكارباثيان الإقليمي للعرائس «بافكا»

### موكاجيفا
- مسرح موكاجيفكا الدرامي

## زابوروجييه أوبلاست

### زابوروجييه
- مسرح زابوروجييه الأكاديمي الإقليمي الأوكراني للموسيقى والدراما الذي يحمل اسم فولوديمير ماغار
- مسرح زابوروجييه الأكاديمي للشباب
- مسرح زابوروجييه الإقليمي للعرائس
- مسرح-معمل زابوروجييه المحلي «في آي إي»
- مسرح زابوروجييه المحلي للرقص
- مسرح زابوروجييه للأطفال «سفيا»

## إيفانو فرانكيفسك أوبلاست

### هورودينكا
- مسرح هورودينكا سوتشاسنيك

### إيفانو فرانكيفسك
- مسرح إيفان فرانكو الأكاديمي الوطني للموسيقى والدراما
- مسرح إيفانو فرانكيفسك الأكاديمي الإقليمي للعرائس الذي يحمل اسم ماريكا بيدهيريانكا

### كولوميا
- مسرح الدراما الأوكراني الإقليمي في كولوميا الذي يحمل اسم إيفان أوزاركيفيتش

## كييف أوبلاست

### بيلا تسيركفا
- مسرح كييف الأكاديمي الإقليمي للموسيقى والدراما الذي يحمل اسم بي. كيه. ساكساجانسكي

## كيروفوهراد أوبلاست

### كروبيفنيتسكي
- مسرح كيروفوهراد الأكاديمي الأوكراني للموسيقى والدراما الذي يحمل اسم إم إل كروبيفنيتسكي
- مسرح كيروفوهراد الأكاديمي الإقليمي للعرائس

## لوهانسك أوبلاست

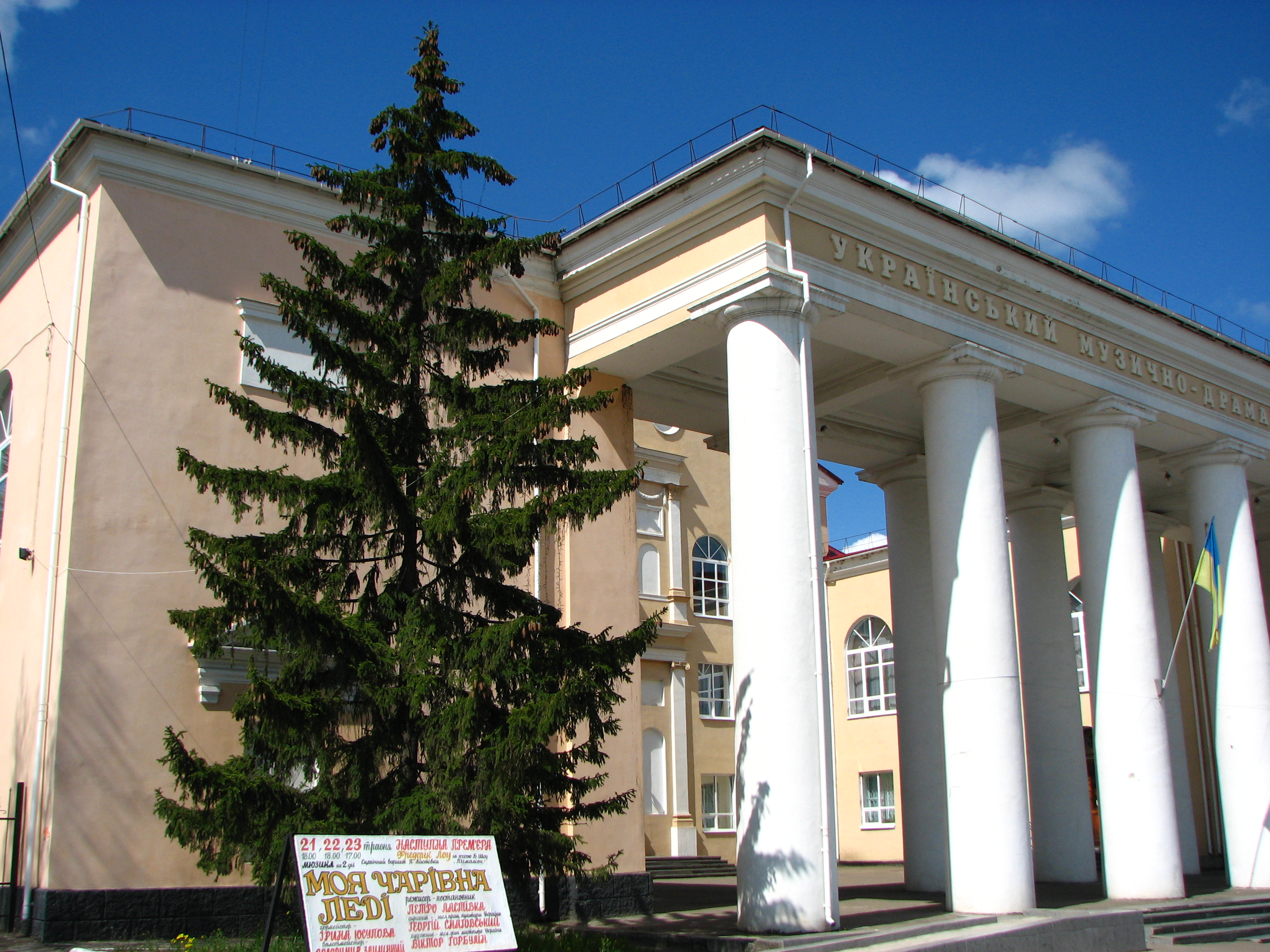
مسرح لوهانسك الأكاديمي الإقليمي الدرامي

### لوهانسك
- مسرح لوهانسك الأكاديمي الإقليمي الروسي الدرامي
- مسرح لوهانسك الأكاديمي الإقليمي للعرائس

### سفرودونتسك
- مسرح لوهانسك الأكاديمي الإقليمي الأوكراني للموسيقى والدراما
- مسرح مدينة سيفيرودونتسك للدراما

### ميلوفا
- مسرح لوهانسك الإقليمي للفرسان القوزاق

## لفيف أوبلاست

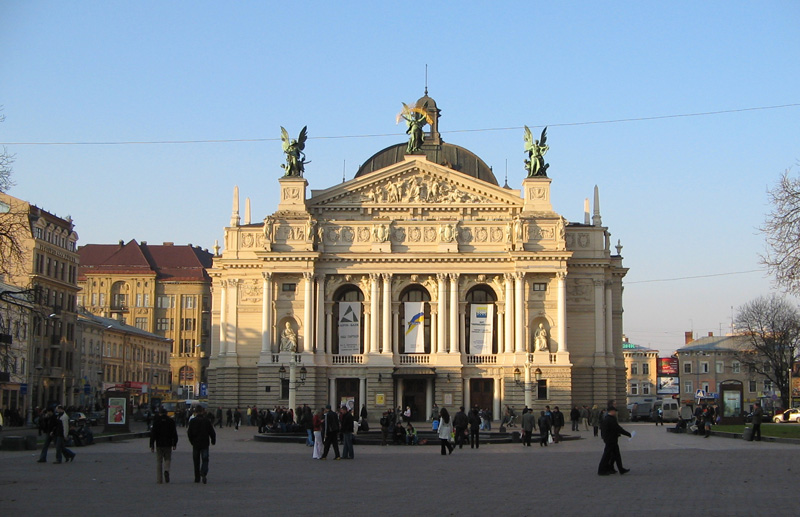
مسرح لفيف للأوبرا والباليه

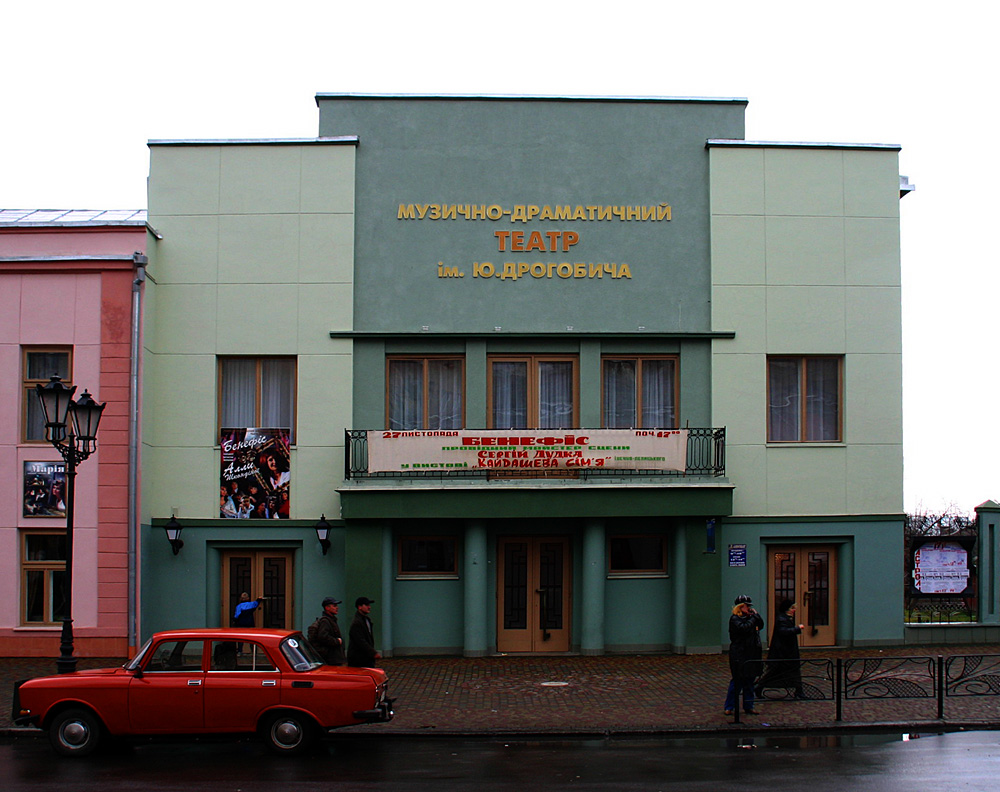
مسرح لفيف الإقليمي الأكاديمي للموسيقى والدراما (يوري دروبوبيتش)

### لفيف
- مسرح لفيف للأوبرا والباليه
- مسرح ماريا زانكوفيتسكا تكريماً لماريا زانكوفيتسكا
- مسرح ليسيا كورباس لفيف الأكاديمي
- مسرح لفيف الإقليمي للعرائس
- مسرح لفيف الأكاديمي للدراما يحمل اسم ليسيا أوكرانيكا
- مسرح لفيف الأكاديمي «فوسكريسينيا»
- المسرح الأوكراني الأول للأطفال والشباب
- استوديو-مسرح «بيد موستوم»
- مسرح «ني جوريس!»
- استوديو-مسرح «آي ليودي، آي ليالكي»

### دروغوبيتش
- مسرح لفيف الإقليمي الأكاديمي للموسيقى والدراما الذي يحمل اسم يوري دروبوبيتش

### تشيرفونوهراد
- مسرح تشيرفونوهراد الدرامي الذي يحمل اسم ليسيا أوكرانيكا
- مسرح تشيرفونوهراد - ستوديو «فانتازيا»
- مسرح تشيرفونوهراد للأطفال «فيري تيل»

## ميكولايف أوبلاست

### ميكولايف
- مسرح ميكولايف الأكاديمي الأوكراني للدراما والكوميدي الموسيقية
- مسرح أكاديمية ميكولايف الفنية للدراما الروسية
- مسرح ميكولايف الحكومي للعرائس

## أوديسا أوبلاست

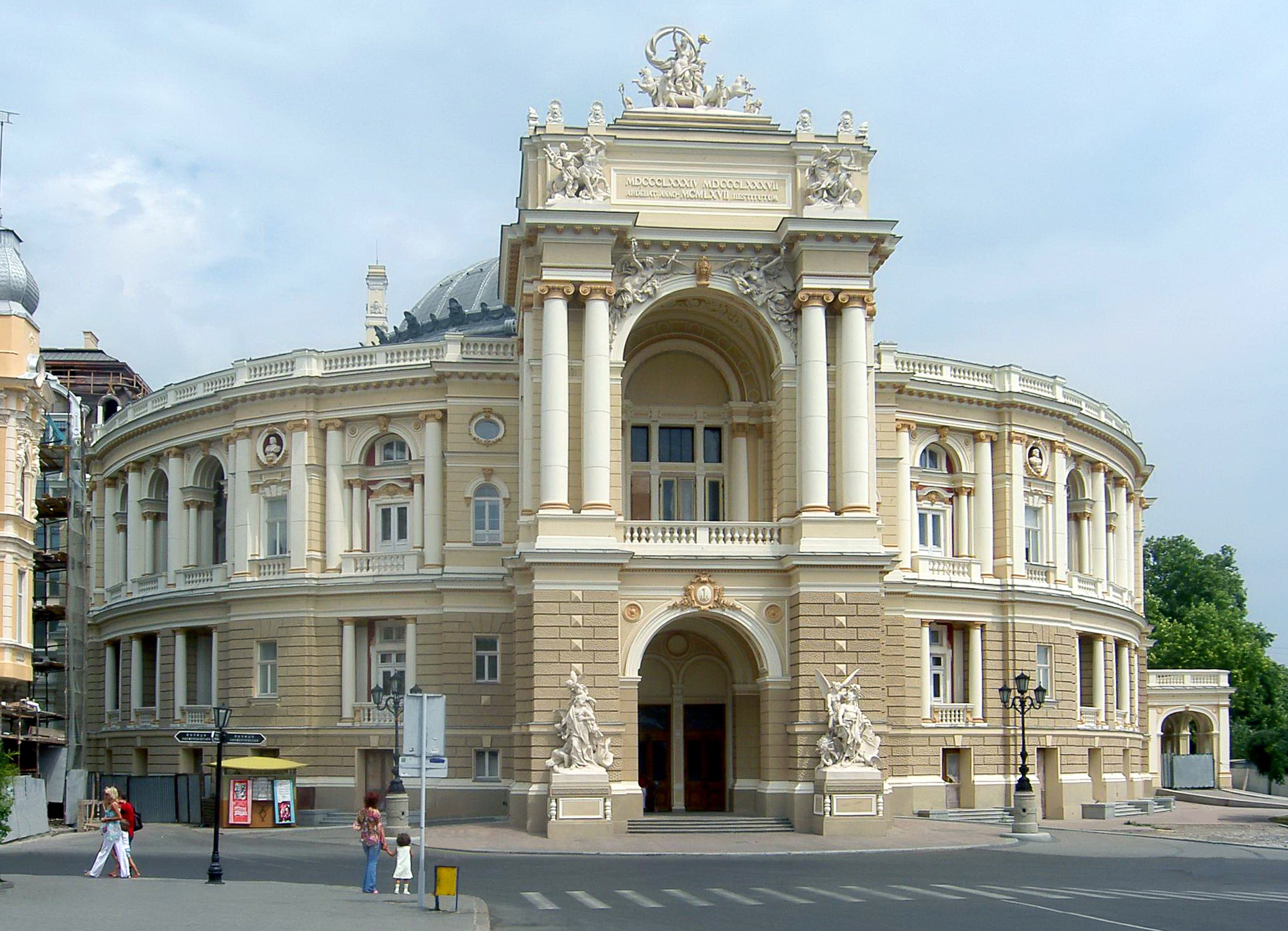
مسرح أوديسا للأوبرا والباليه

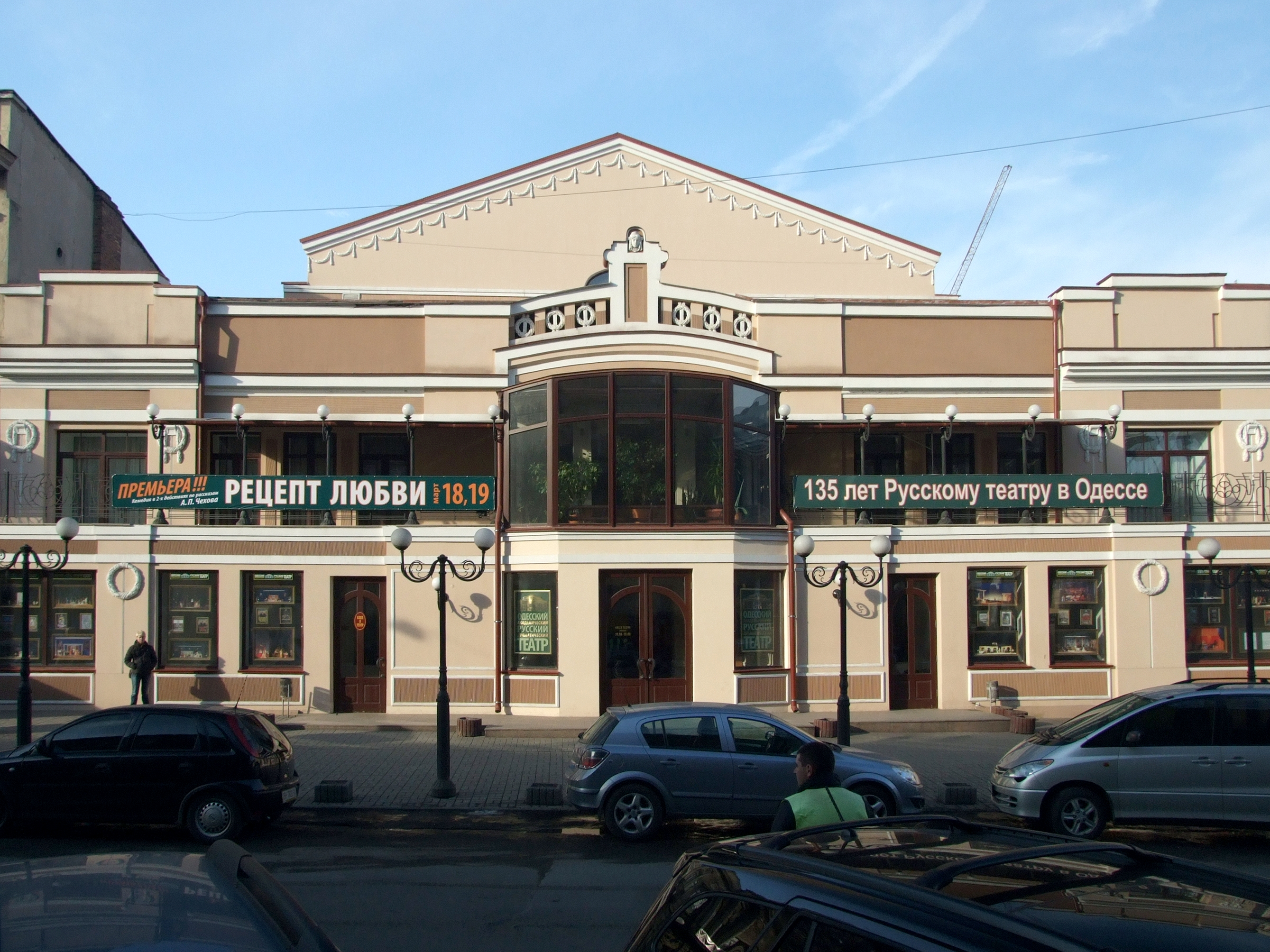
مبنى المسرح في شارع جيرتسكا

### أوديسا
- مسرح أوديسا للأوبرا والباليه
- مسرح أكاديمية أوديسا الأوكرانية للموسيقى والدراما الذي يحمل اسم في. فاسيلكو
- مسرح أوديسا الأكاديمي للكوميديا الموسيقية الذي يحمل اسم إم. فودياني
- مسرح أوديسا الإقليمي للعرائس
- مسرح أوديسا الروسي
- مسرح أوديسا للمشاهدين الشباب الذي يحمل اسم نيكولاي أوستروفسكي
- مسرح شارع تي هاوس

## بولتافا أوبلاست

### بولتافا
- مسرح بولتافا الأكاديمي الإقليمي الأوكراني للموسيقى والدراما الذي يحمل اسم نيكولاي غوغول
- مسرح بولتافا الأكاديمي الإقليمي للعرائس

## ريفنا أوبلاست

### ريفنا
- مسرح ريفنا الأكاديمي الإقليمي الأوكراني للموسيقى والدراما
- مسرح ريفنا الأكاديمي الإقليمي للعرائس

## سومي أوبلاست

### سومي
- مسرح سومي الأكاديمي الوطنية للدراما والكوميديا الموسيقية الذي يحمل اسم إم. إس شتشبكين
- مسرح سومي الإقليمي للأطفال والشباب

## ترنوبل أوبلاست

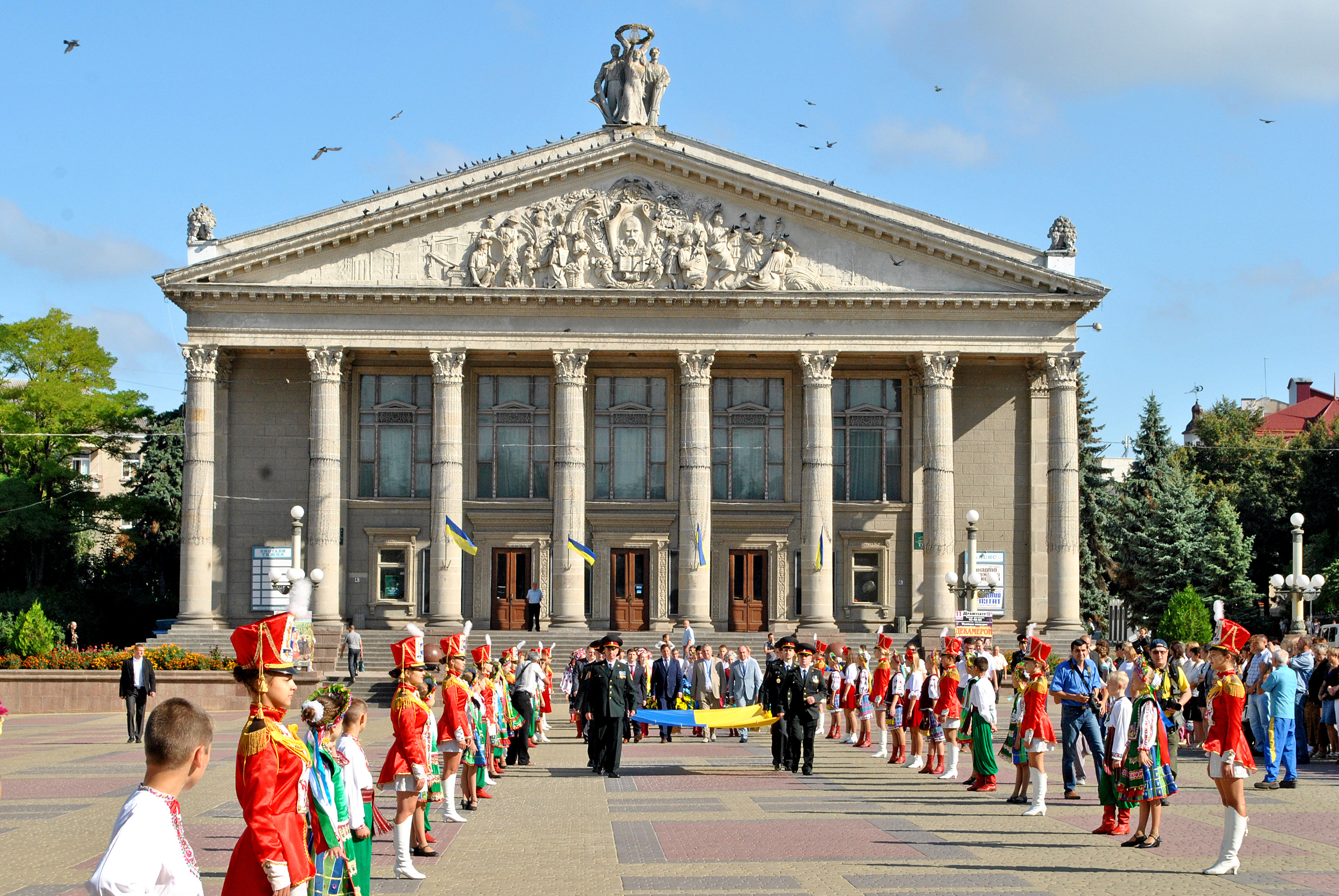
مسرح تاراتس شفيتشينكو

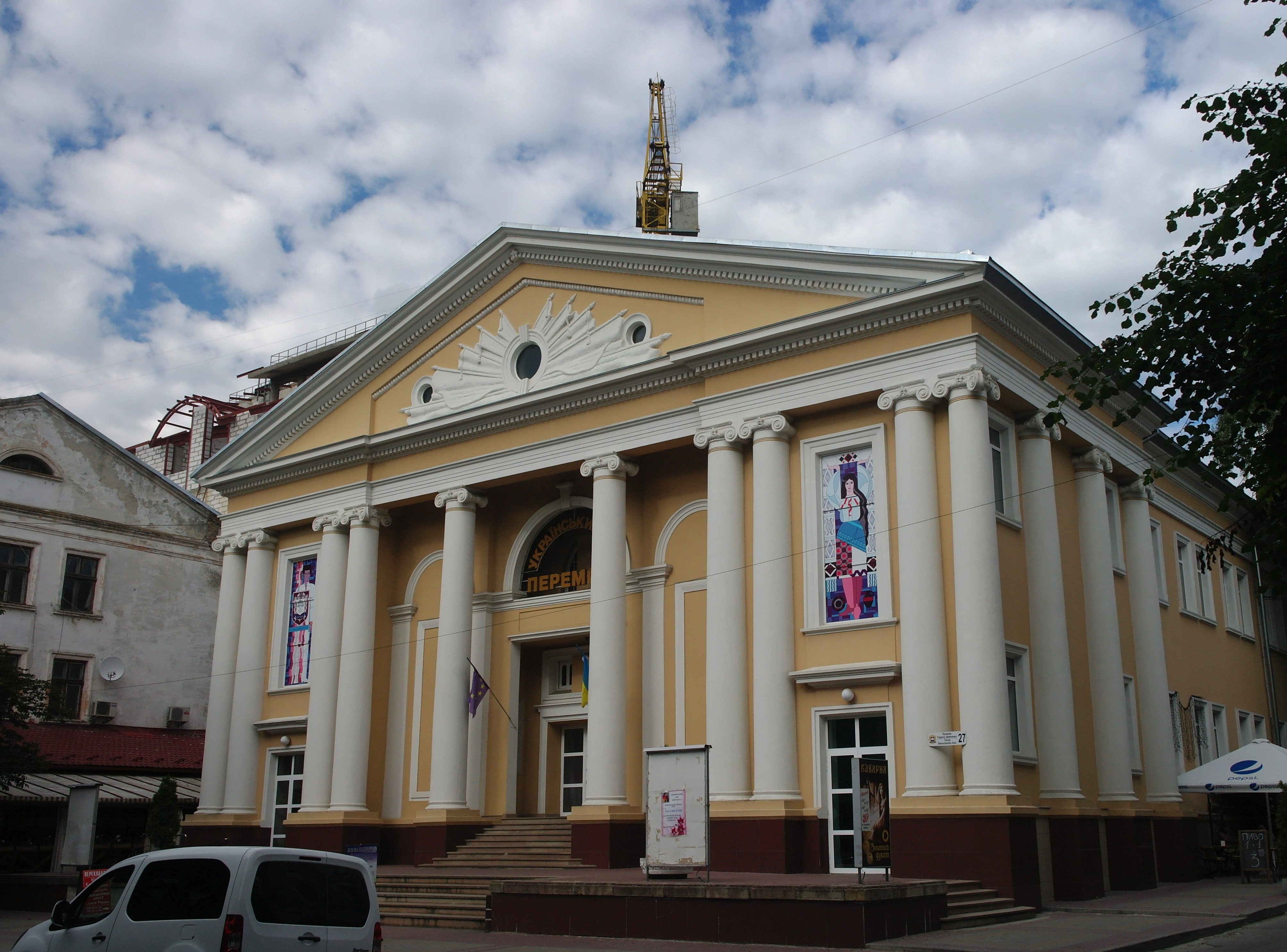
مسرح بيرموغا في تيرنوبل

### ترنوبل
- مسرح الدراما الإقليمي الأكاديمي ترنوبل الذي يحمل اسم تاراتس شفيتشينكو
- مسرح التمثيل الأكاديمي الإقليمي في ترنوبل ومسرح العرائس

### بيدهيتسي
- مسرح بيدهيتسكي للهواة

### تشورتكيف
- مسرح الهواة الشعبي

### كوبايتشنستي
- مسرح كوبايتشنستي الوطني الذي يحمل اسم بوهدان ليبكي

### كريمينتس
- مسرح الهواة الشعبي في دار الثقافة

### بوتشاتش
- مسرح الهواة الشعبي في دار الثقافة

### نوفي سيلو
- مسرح الهواة الشعبي في دار الثقافة

### تيريبوفليا
- مسرح الهواة الشعبي في دار الثقافة لمنمنمات الهواة في مدرسة تيريبوفليا العليا الثقافية

### شومسك
- مسرح الهواة الشعبي في دار الثقافة الإقليمي في شومسك

### غلغوتشا
- مسرح الهواة الشعبي الجماعي في غلغوتشا

## خاركيف أوبلاست

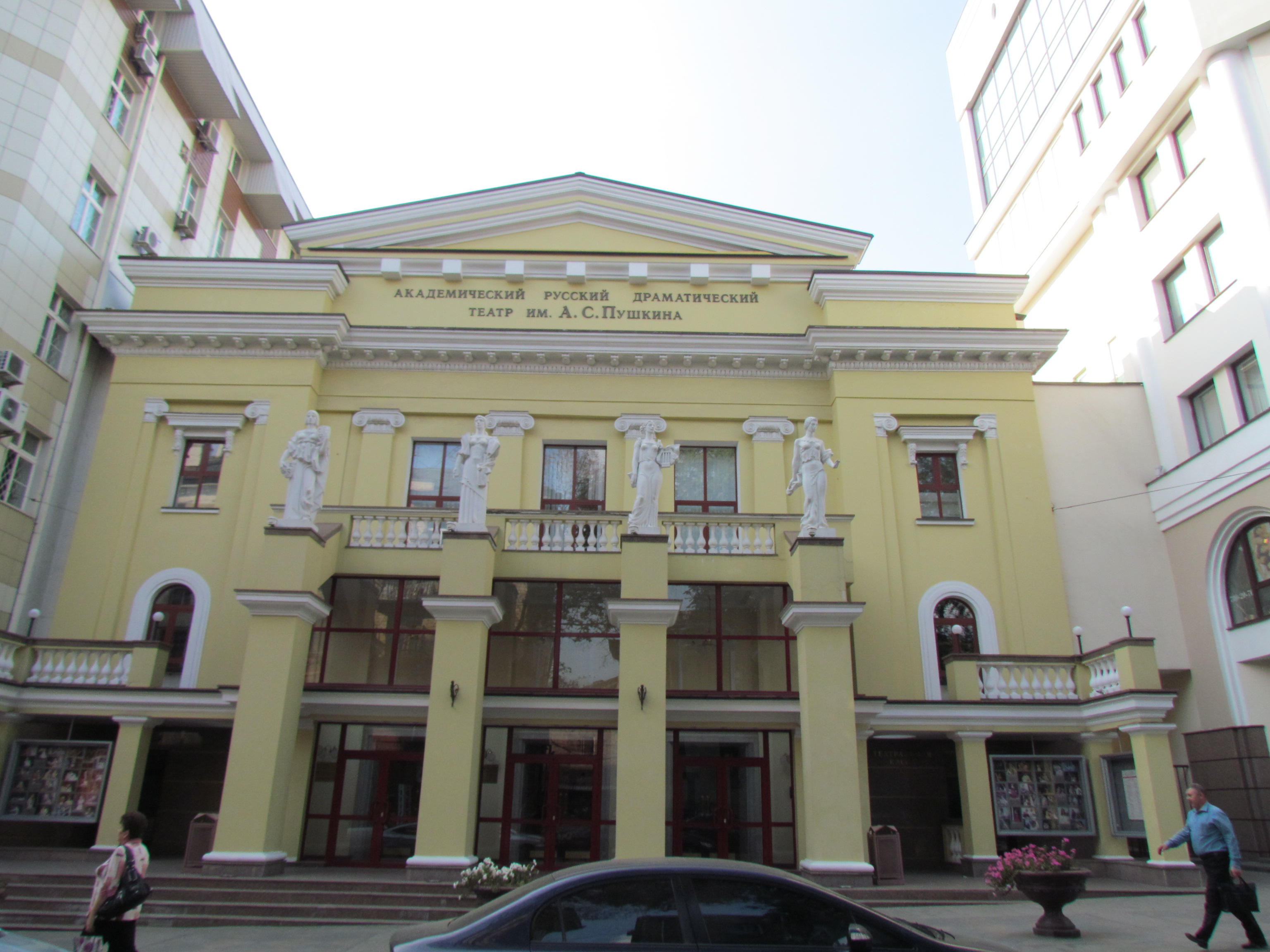
مسرح بوشكين في خاركيف

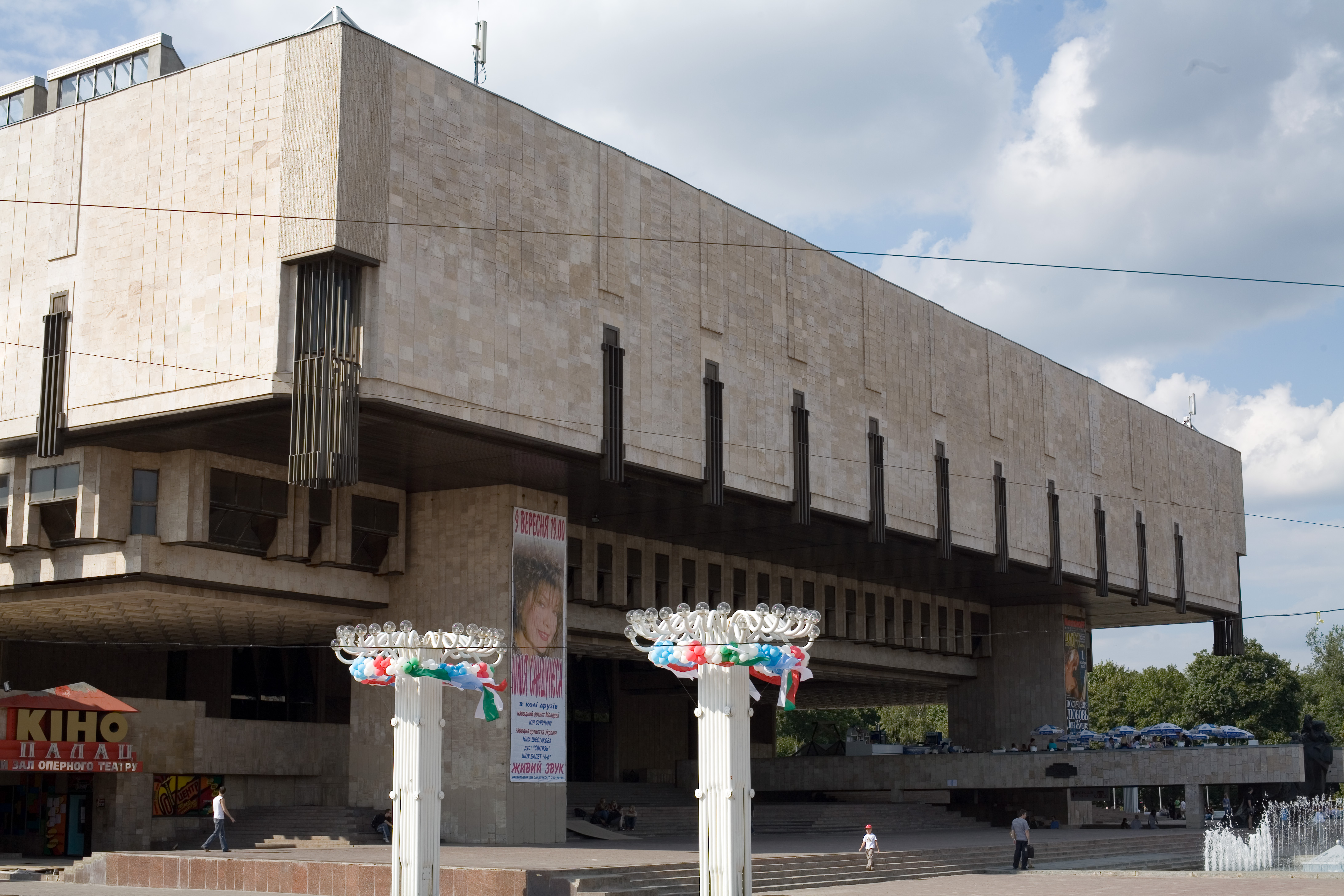
مسرح خاركيف الأكاديمي الوطني للأوبرا والباليه (ميكولا ليسينكو)

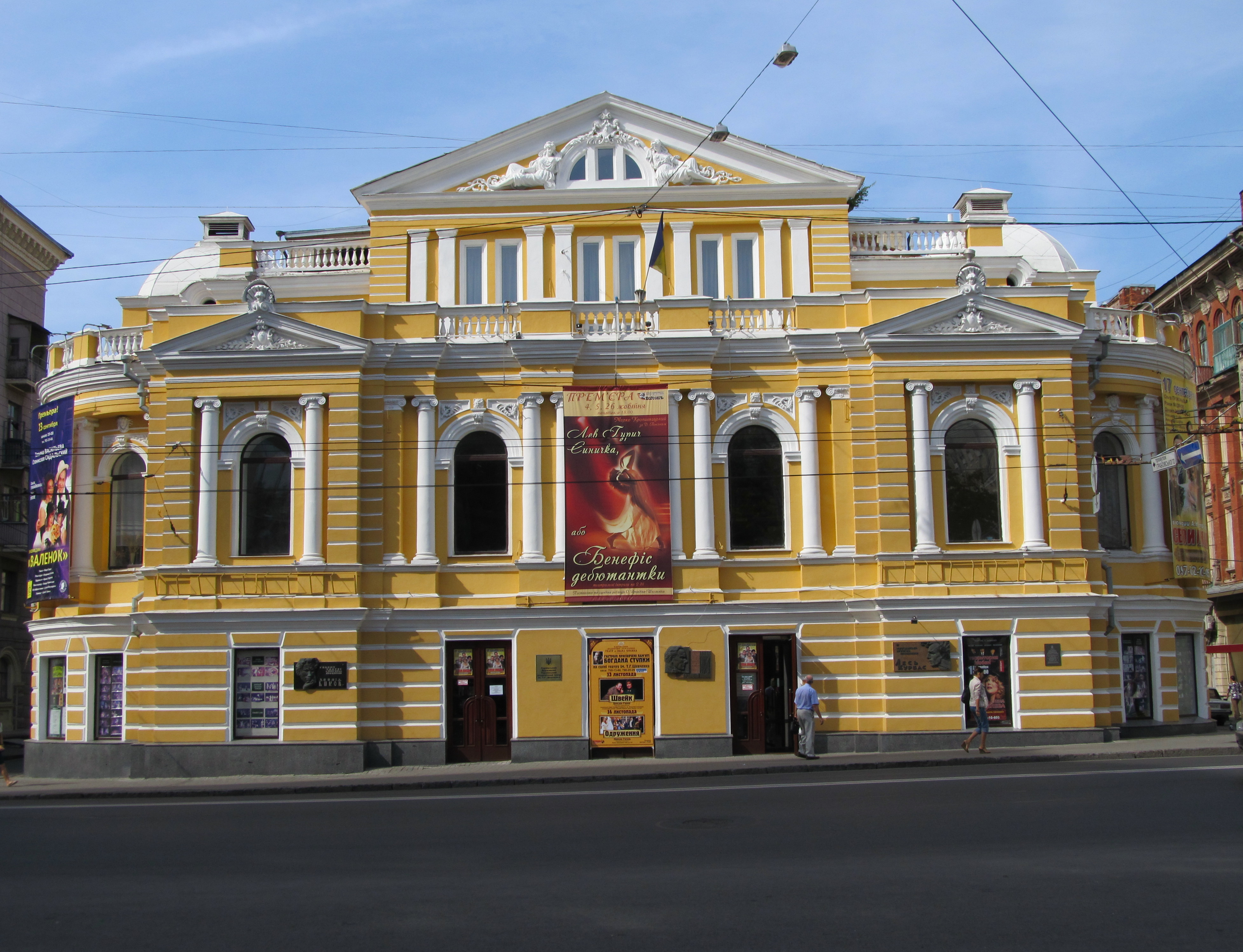
مسرح خاركيف للدراما الأوكرانية

### خاركيف
- مسرح خاركيف الأكاديمي الوطني للأوبرا والباليه الذي يحمل اسم ميكولا ليسينكو
- مسرح خاركيف للدراما الأوكرانية
- مسرح خاركيف الدرامي الروسي الأكاديمي الحكومي الذي يحمل اسم بوشكين
- مسرح الدمى الأكاديمي الحكومي في خاركيف الذي يحمل اسم في. إيه. أفاناسييف
- مسرح خاركيف الأكاديمي للكوميديا الموسيقية
- مسرح خاركيف للأطفال والشباب
- المسرح 19
- مسرح خاركيف «بي. إس.»
- مسرح ماريا كوفالينكو
- مسرح نا جوكاه
- «باري كوميك»
- المسرح الجديد
- مسرح الدعاية
- مسرح أماديوس
- مسرح «أبارت»
- مسرح «للناس»
- مسرح كوتيلك
- مسرح «ربما»
- مسرح الشعر والموسيقى
- المسرح الكوميدي الفرنسي «ديل بييرو»
- استوديو مسرح «ستوبيني»

## خيرسون أوبلاست

### خيرسون
- مسرح خيرسون الأكاديمي الإقليمي للموسيقى والدراما الذي يحمل اسم ميكولا كوليش
- مسرح خيرسون الإقليمي للعرائس

## خميلنيتسكي أوبلاست

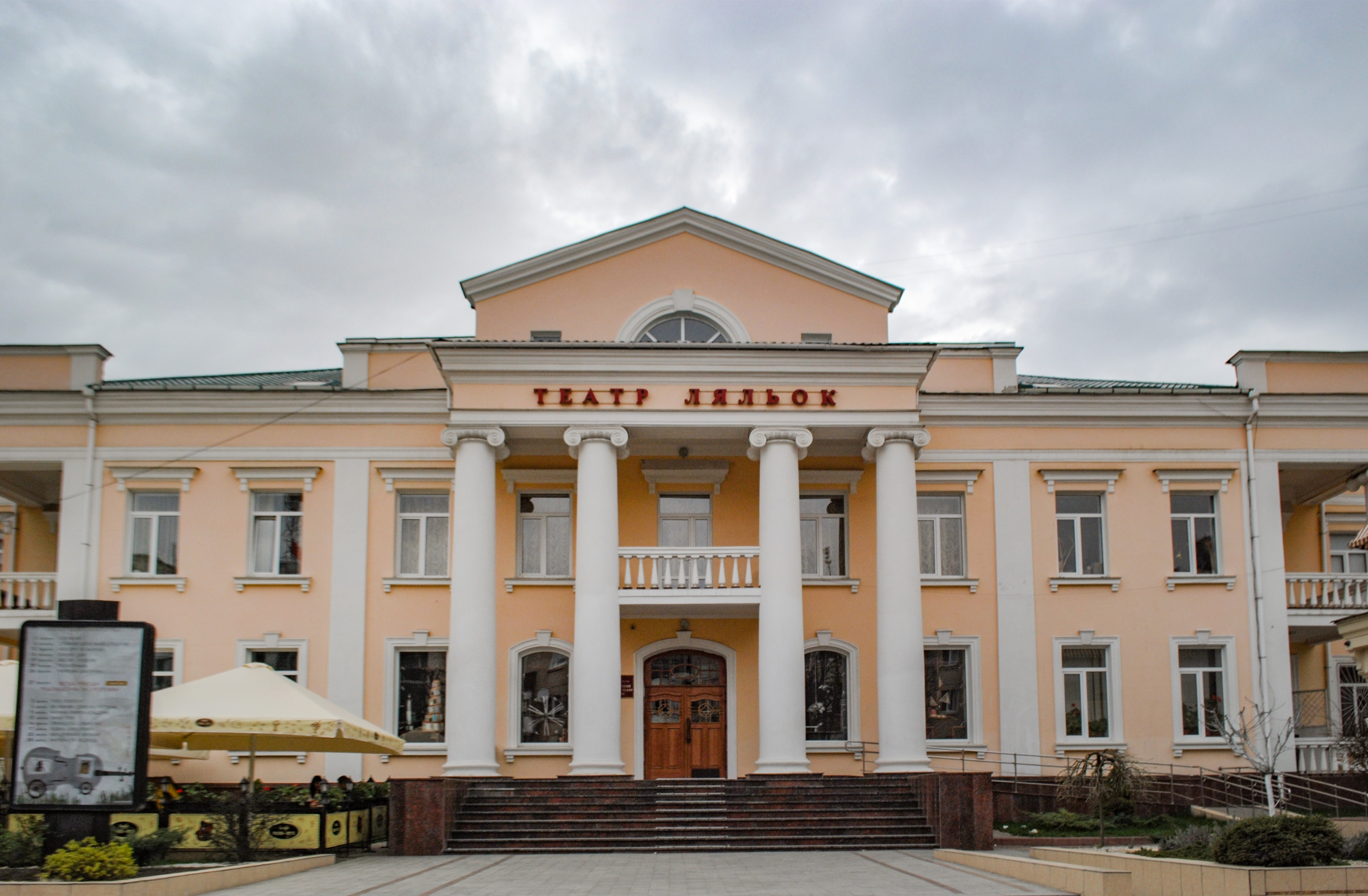
مسرح خميلنيتسكي الإقليمي الأكاديمي للعرائس

### خميلنيتسكي
- مسرح خميلنيتسكي الإقليمي للموسيقى والدراما الأوكرانية الذي يحمل اسم ميخايلو ستاريتسكي
- مسرح خميلنيتسكي الإقليمي الأكاديمي للعرائس
- مسرح خميلنيتسكي «كوت»

## تشيركاسي أوبلاست

### تشيركاسي
- مسرح تشيركاسي الأكاديمي الإقليمي الأوكراني للموسيقى والدراما الذي يحمل اسم تاراس شيفتشينكو
- مسرح تشيركاسي الأكاديمي للعرائس

## تشيرنيفتسي أوبلاست

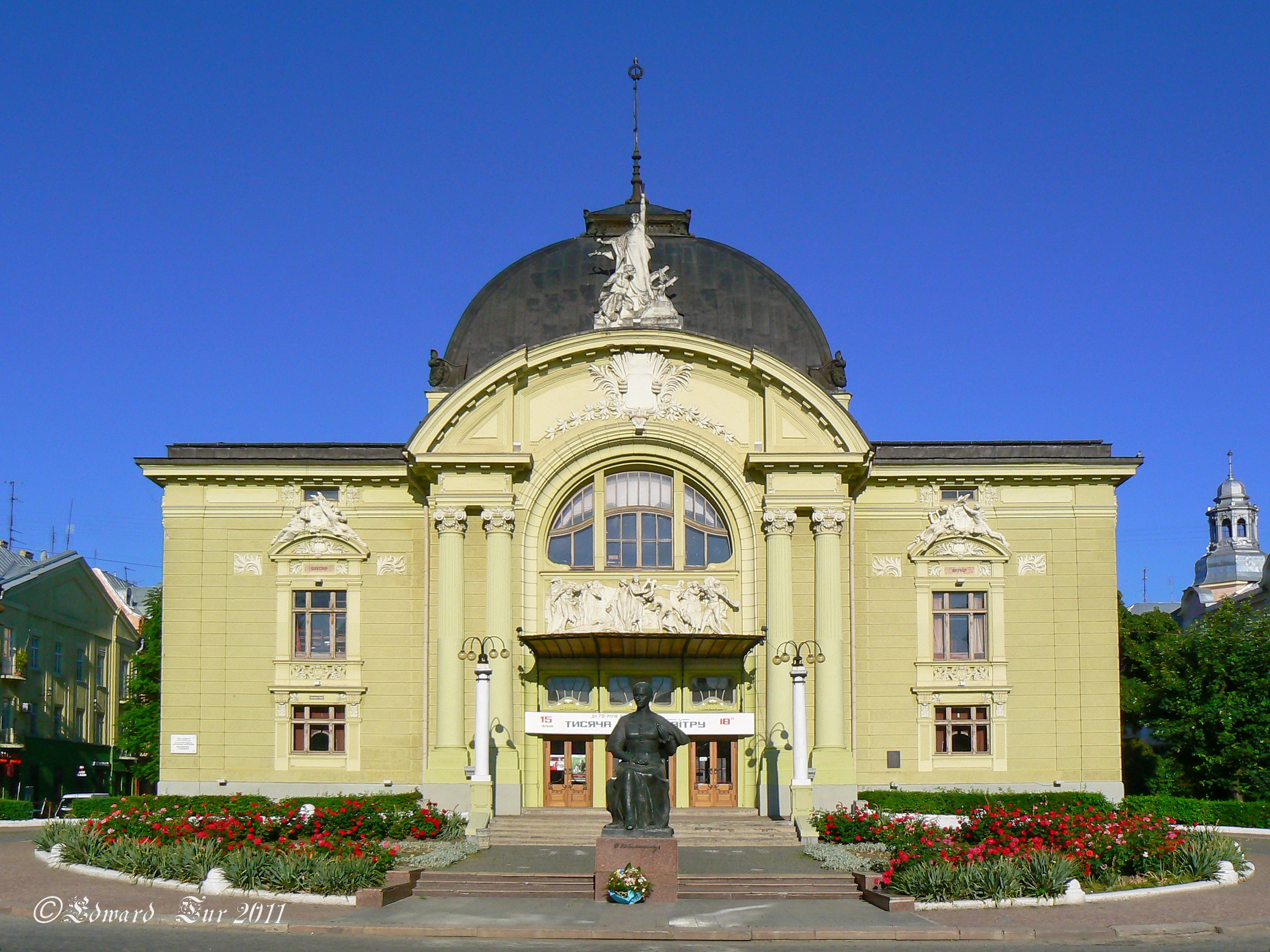
مسرح تشيرنوفتسي للموسيقى والدراما (أولغا كوبيليانسكا)

### تشيرنوفتسي
- مسرح تشيرنوفتسي للموسيقى والدراما الذي يحمل اسم أولغا كوبيليانسكا
- مسرح تشيرنوفتسي الأكاديمي الإقليمي للعرائس

## تشرنيهيف أوبلاست

### تشرنيهيف
- مسرح تشرنيهيف الأكاديمي الإقليمي للموسيقى والدراما الأوكراني الذي يحمل اسم تاراس شيفتشينكو
- مسرح تشرنيهيف الإقليمي للعرائس الذي يحمل اسم دوفجينكو
- مسرح تشرنيهيف الإقليمي للشباب

### نيجين
- مسرح نيجين الأكاديمي الأوكراني للدراما الذي يحمل اسم ميخايلو كوتسيوبينسكي

## وصلات خارجية
- Каталог театрів України на Igotoworld.com
- الموسوعة السوفيتية الأوكرانية [الإنجليزية]: у 12 т. / гол. ред. М. П. Бажан ; редкол.: О. К. Антонов та ін. — 2-ге вид. — К. : Головна редакція УРЕ, 1974–1985.
- Театри опери та балету на Офіційний веб-сайт
- Музично-драматичні театри на Офіційний веб-сайт
- Луганські обласні театри на Офіційна веб-сторінка Управління культури і туризму Луганської обласної державної адміністрації
- Театральна Миколаївщина на Веб-сторінка Миколаївської обласної бібліотеки для дітей імені В. Лягіна
- Театри Луганська на www.relax.lg.ua («Відпочинок у Луганську»)
- Шелест Наталя Культура Дніпропетровська на www.internet-centr.dp.ua
- Театральне мистецтво у Дніпропетровській області на Офіційний веб-сайт
- Театри Криму на www.crimea-kurort.com (інфо-вебресурс «Крим курортний»)
- Кінотеатри і театри Євпаторії на evpatoriya.ru

## للمزيد من القراءة
- Архітектура українського театру. Простір і дія / В. І. Проскуряков; Нац. ун-т «Львів. політехніка». — 2-е вид., виправл. і доповн. — Л. : Срібне слово, 2004. — 583 c. — Бібліогр.: с. 544—572.
- Закарпатський театр на порозі ХХІ століття / С. Федака. – Ужгород : Ліра, 2018. – 264 с.